# Obrona cmentarzy wolskich (1944)
Obrona cmentarzy wolskich – walki obronne w rejonie Powązek i ul. Okopowej w Warszawie, prowadzone przez żołnierzy Kedywu AK w trakcie powstania warszawskiego.
Od 6 do 11 sierpnia 1944 roku oddziały Zgrupowania „Radosław” zaciekle broniły strefy cmentarzy na Woli. Walcząc w częściowym okrążeniu zdołały związać w tym rejonie znaczne siły nieprzyjaciela, dając tym samym dowództwu AK czas na zorganizowanie obrony Starego Miasta. Nie uzyskawszy zgody przełożonych na ewakuację do pobliskiej Puszczy Kampinoskiej podpułkownik Jan Mazurkiewicz ps. „Radosław” był ostatecznie zmuszony wycofać swoje oddziały przez ruiny getta na warszawską Starówkę. Walki w obronie cmentarzy wolskich kosztowały Zgrupowanie „Radosław” utratę ponad połowy pierwotnego stanu osobowego.

## Preludium

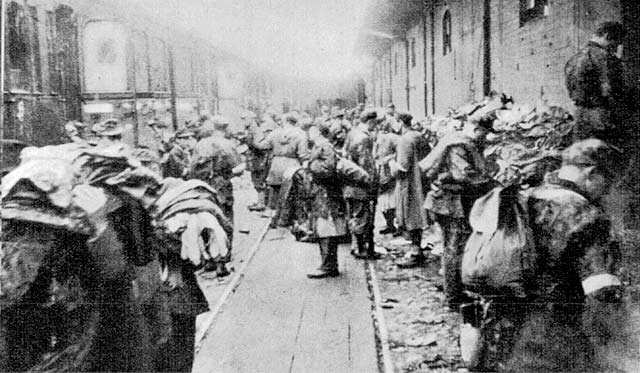
Żołnierze AK w zdobytych magazynach na Stawkach. 1 sierpnia 1944

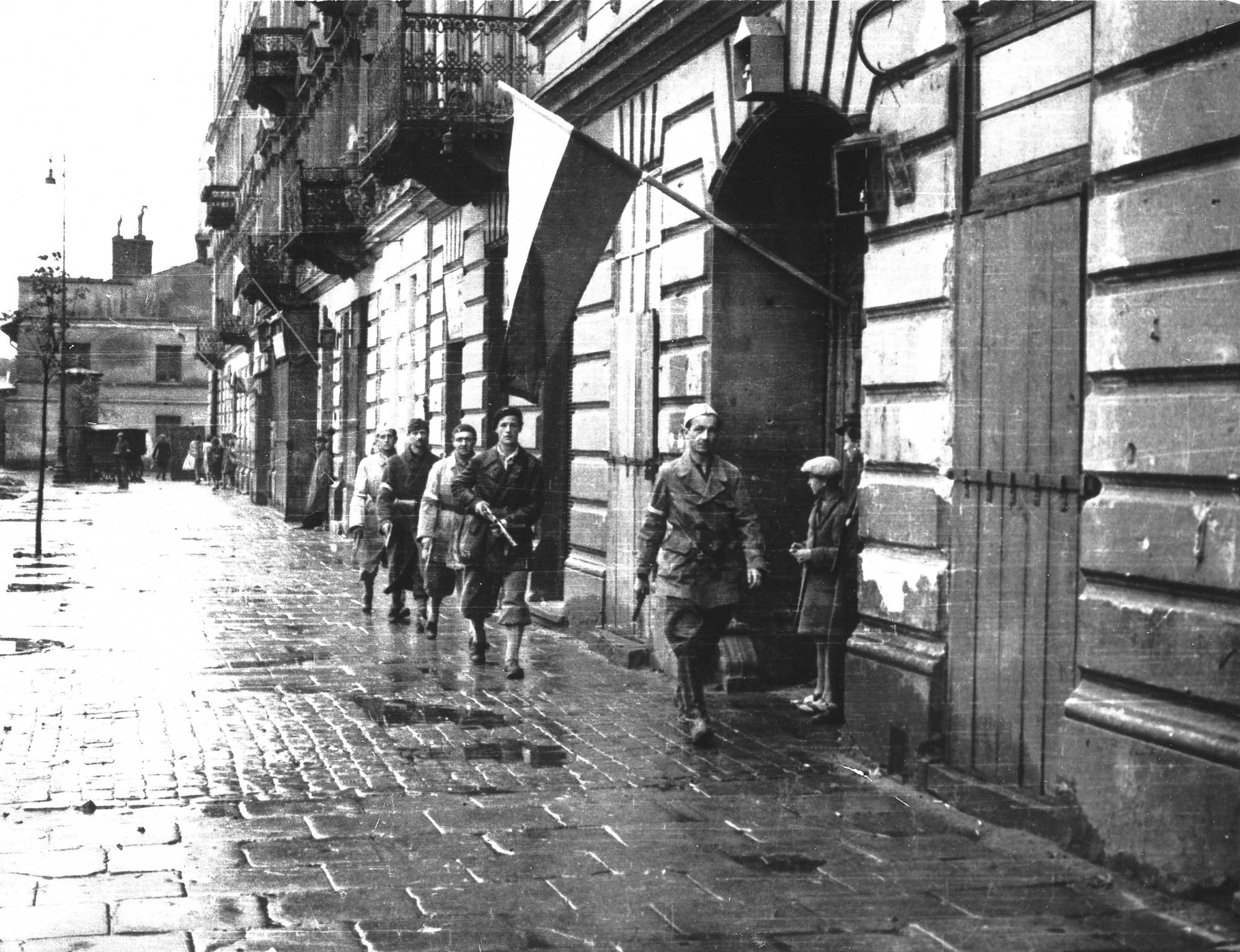
Patrol por. „Agatona” z batalionu „Pięść” na pl. Kazimierza Wielkiego w drodze do Śródmieścia, początek sierpnia 1944

Zgrupowanie „Radosław” (nazwane tak od pseudonimu swojego dowódcy – ppłk. Jana Mazurkiewicza) było najsilniejszym i najbardziej elitarnym zgrupowaniem Armii Krajowej walczącym w powstaniu warszawskim. W jego skład wchodziły stosunkowo dobrze uzbrojone i zaprawione w potyczkach z Niemcami oddziały Kedywu Komendy Głównej AK – w tym słynne później harcerskie bataliony „Zośka” i „Parasol”.
W powstańczych planach Zgrupowanie „Radosław” odgrywało szczególną rolę. Miało ono bowiem stanowić odwód pozostający w wyłącznej dyspozycji KG AK, a także zapewniać bezpośrednią ochronę kierownictwu Polskiego Państwa Podziemnego – zarówno przed Niemcami, jak i w momencie wkroczenia do miasta oddziałów Armii Czerwonej. Ze względu na fakt, iż dowództwo AK wybrało na swą siedzibę fabrykę Kamlera przy ul. Dzielnej 72 na Woli, Kedyw otrzymał rozkaz zabezpieczenia jej najbliższej okolicy. W tym celu oddziały ppłk. „Radosława” miały opanować obiekty położone we wschodniej części Woli – rejon ul. Okopowej oraz pobliski zespół cmentarzy wyznaniowych na Powązkach. Specyficzne zadania, jakie postawiono przed oddziałami Kedywu, stanowiły główną przyczynę, dla której walki na Woli przybrały w pierwszych dniach powstania charakter nie powiązanych ze sobą działań Zgrupowania „Radosław” i oddziałów III Obwodu AK „Wola”.
Rozwinięcie zgrupowania przed godziną „W” odbyło się w niesprzyjających okolicznościach. Na skutek decyzji dowództwa AK o skróceniu czasu mobilizacji do 12 godzin tylko 40% żołnierzy dotarło na czas na miejsca zbiórki. Oddziały nie były w pełni uzbrojone, gdyż część broni nie dotarła na czas lub została przejęta przez niemieckie patrole (m.in. na ul. Chłodnej „wpadł” jeden z transportów Batalionu „Zośka”). Co więcej, jeszcze przed godziną „W” żołnierze „Radosława” uwikłali się w nieplanowane starcia z Niemcami. O godzinie 16:10 pod fabrykę Kamlera, gdzie zebrała się już KG AK, podjechał niemiecki samochód, którego obsada miała za zadanie odebrać przechowywane w zakładzie mundury. Wywiązała się wówczas strzelanina z osłonowym plutonem porucznika Jerzego Kamlera ps. „Stolarz”, która zaalarmowała niemieckie posterunki kwaterujące w pobliskiej fabryce Monopolu Tytoniowego. W rezultacie jeszcze przed wybuchem powstania kwatera KG AK znalazła się w oblężeniu. Niemal w tym samym czasie do przypadkowej strzelaniny z przejeżdżającymi niemieckimi samochodami doszło także w rejonie fabryki „Telefunken” przy ul. Mireckiego, gdzie znajdował się punkt zborny Brygady Dywersji „Broda 53”. Owa potyczka przekształciła się już po 10 minutach w regularną walkę z niemieckim pogotowiem policyjnym, które w sile trzech samochodów pojawiło się na pl. Kercelego. Ostatecznie śpieszący na miejsce zbiórki żołnierze z różnych oddziałów rozbili Niemców i zmusili ich do ucieczki w ruiny getta. Tylko uczestniczący w walce niemiecki samochód pancerny zdołał przedrzeć się na Ulrychów.
Mimo opisanych powyżej trudności Zgrupowanie „Radosław”, jako jedna z nielicznych powstańczych jednostek, zdołało w dniu 1 sierpnia 1944 opanować większość wyznaczonych celów. Wynikało to przede wszystkim z faktu, iż niemieckie placówki w rejonie ul. Okopowej pozostawały stosunkowo słabe. W rezultacie Batalion „Zośka” zdołał bez większych strat zdobyć umocnione koszary w szkole św. Kingi przy ul. Okopowej 55A (wzięto tam 32 jeńców), a także obsadził pobliski cmentarz żydowski i garbarnię Pfeiffera przy ul. Okopowej 58/72. W tym samym czasie Batalion „Pięść” obsadził cmentarz ewangelicki, a Batalion „Parasol” – cmentarz kalwiński. Podporządkowany „Radosławowi” oddział Kedywu Okręgu Warszawskiego AK (tzw. „Kolegium A”), dowodzony przez porucznika Stanisława Sosabowskiego ps. „Stasinek”, zdobył wielkie magazyny Waffen-SS na Stawkach oraz szkołę przy ul. Niskiej (uwolniono tam ok. 100 węgierskich Żydów). Z kolei Batalion „Miotła” po starciu z policją niemiecką na pl. Kercelego zabezpieczył skrzyżowanie ulic Okopowej i Żytniej, a także odcinek ulic Leszna i Wroniej. Około godziny 19:30 improwizowany oddział, złożony z wydzielonych drużyn „Zośki”, „Miotły” i „Parasola”, odparł także Niemców spod fabryki Kamlera, uwalniając tym samym z oblężenia kierownictwo Polskiego Państwa Podziemnego. W nocy z 1 na 2 sierpnia żołnierze „Radosława” zdobyli dodatkowo zabudowania Monopolu Tytoniowego przy ul. Dzielnej. Cała ulica Okopowa – od ul. Powązkowskiej po pl. Kercelego – znalazła się pod kontrolą powstańców.

## Walki na arterii wolskiej

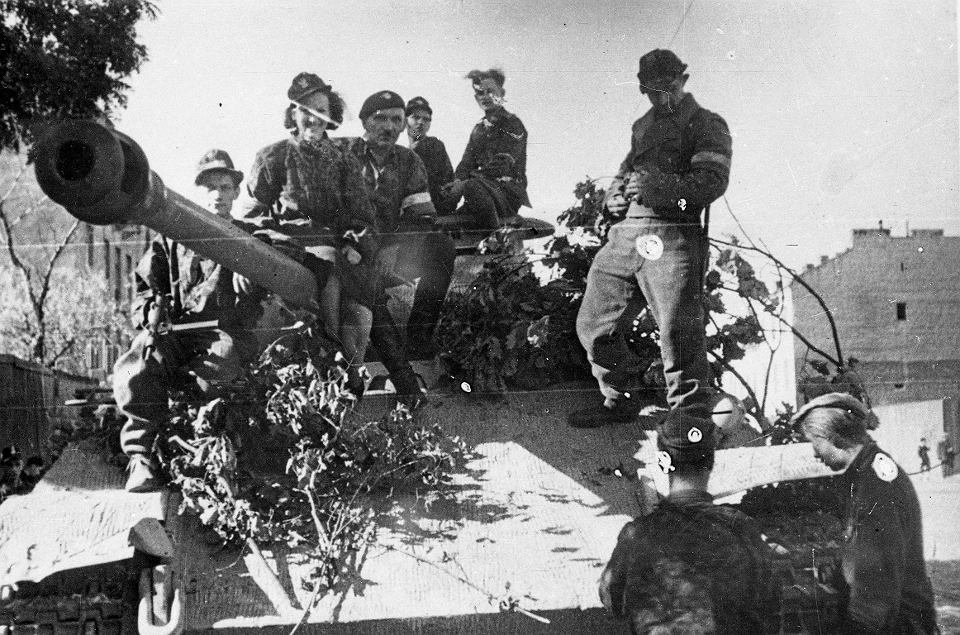
Zdobyczna „Pantera” należąca do plutonu pancernego „Wacek”

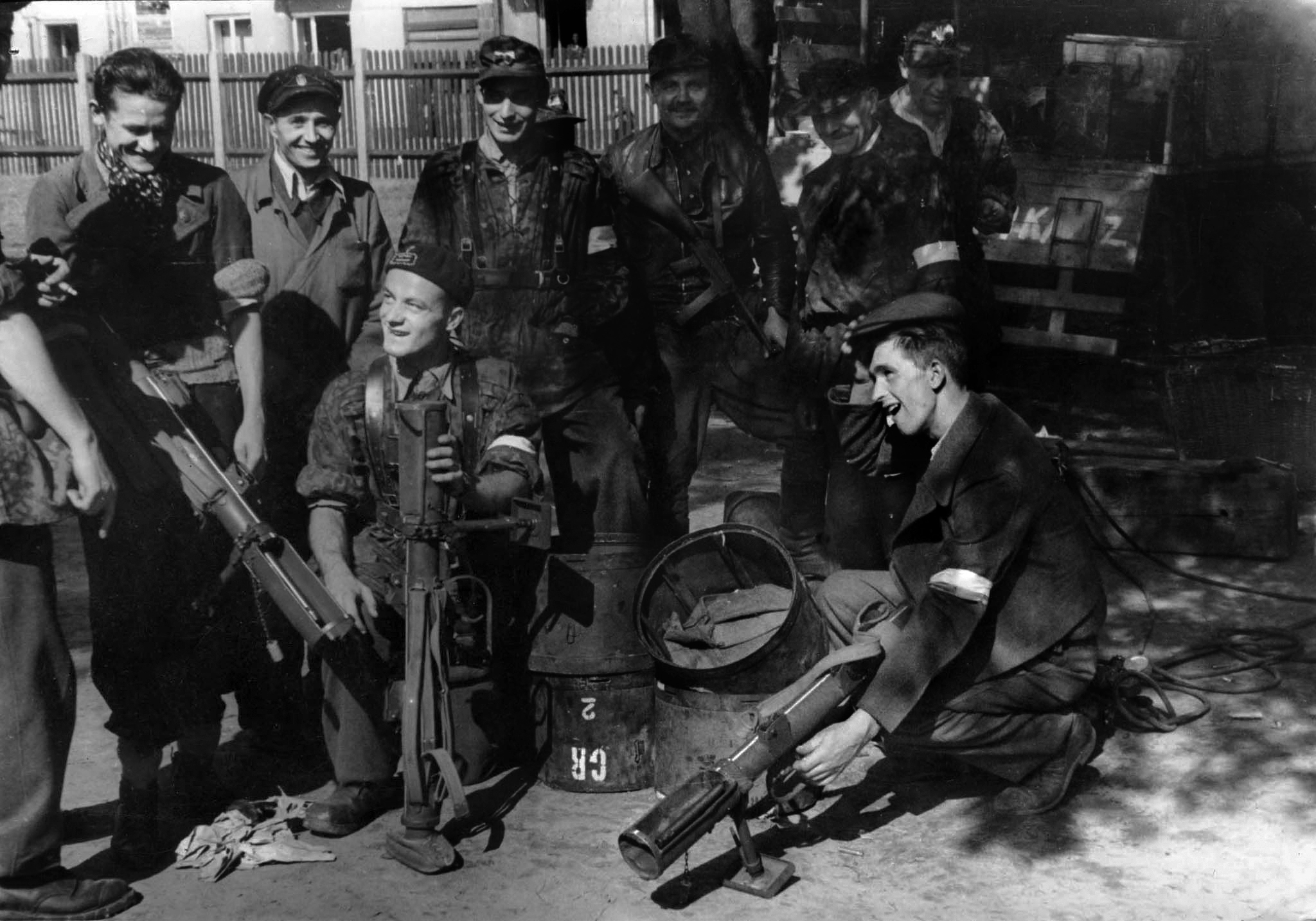
Żołnierze Batalionu „Czata 49” wyciągający granatniki PIAT z zasobników zrzuconych przez alianckie lotnictwo

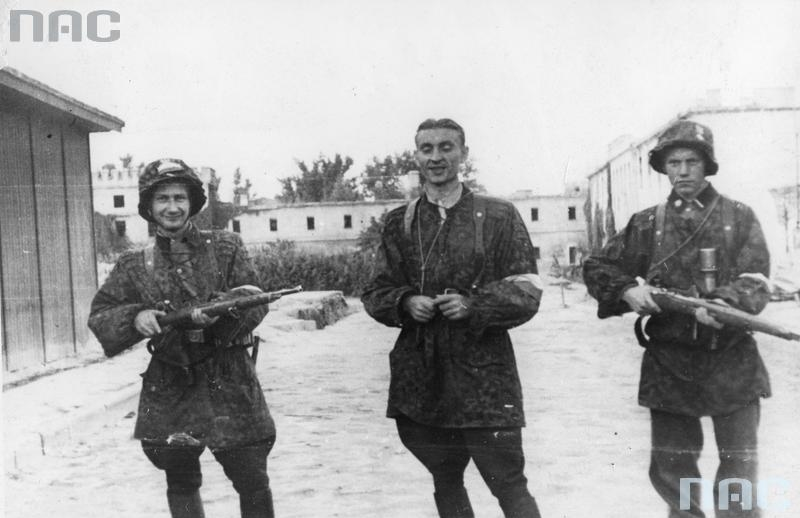
Żołnierze „Zośki” na terenie zdobytej „Gęsiówki”

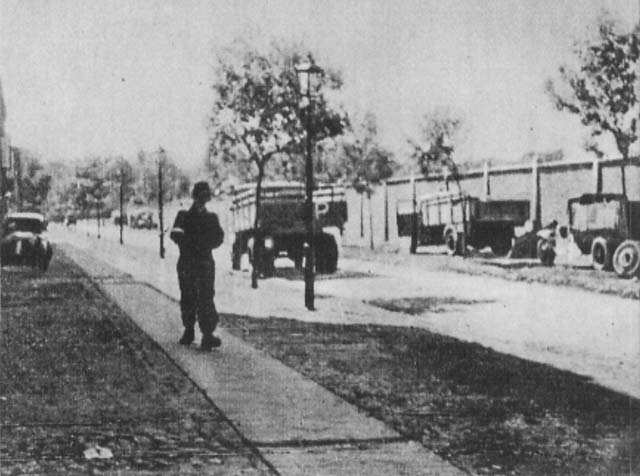
Zdobyczny park samochodowy Zgrupowania „Radosław” w rejonie ul. Mireckiego. W tle widoczny mur okalający stadion RKS „Skra”

W pozostałych częściach Woli przebieg walk był niekorzystny dla strony polskiej. Oddziały Obwodu AK „Wola” nie zdołały zdobyć większości wyznaczonych im celów, stąd tylko wschodnia część dzielnicy znalazła się pod kontrolą powstańców. Brzemienny wpływ na przebieg walk na Woli miał w szczególności fakt, iż przez dzielnicę przechodziła jedna z najważniejszych stołecznych arterii komunikacyjnych, tj. przebiegająca z zachodu na wschód trasa: Wolska–Chłodna–Elektoralna–Senatorska–most Kierbedzia (tzw. arteria wolska). Latem 1944 roku był to jeden z najważniejszych szlaków zaopatrzeniowych na centralnym odcinku frontu wschodniego, łączący z zapleczem niemieckie oddziały na prawym brzegu Wisły. Na przełomie lipca i sierpnia 1944 tą newralgiczną arterią przemieszczały się m.in. jednostki elitarnej Dywizji Pancerno-Spadochronowej „Hermann Göring”, przerzucanej pod Warszawę z frontu włoskiego. Pododdziały tej dywizji mniej więcej od 26 lipca wyładowywały się na stacjach kolejowych w Pruszkowie i Piastowie, skąd sukcesywnie przerzucano je na prawy brzeg Wisły, gdzie wzięły udział w niemieckim przeciwuderzeniu na przedpolach Pragi. W momencie wybuchu powstania na Woli przebywały pododdziały Dywizji „Hermann Göring” o sile około 1000 żołnierzy i 20 czołgów, których obecność przyczyniła się w sposób decydujący do niepowodzenia natarcia III Obwodu.
Nieliczne i źle uzbrojone jednostki III Obwodu niemal od razu zostały zepchnięte do defensywy. W dniach 2–4 sierpnia oddziały Dywizji „Hermann Göring” próbowały bowiem wywalczyć sobie przejście arterią wolską. Nieprzyjacielskie ataki spadały przede wszystkim na powstańcze barykady w rejonie ulic Wolskiej i Górczewskiej, które obsadzali żołnierze Obwodu „Wola” oraz wspierające ich oddziały Armii Ludowej. Początkowo Zgrupowanie „Radosław” pozostawało nieco na uboczu owych zmagań, a działania jego oddziałów nie przekroczyły w kierunku zachodnim linii cmentarzy wolskich. 2 sierpnia niewielkie zespoły niemieckiej broni pancernej kilkukrotnie penetrowały ul. Okopową od strony północnej, próbując przedostać się tamtędy do centrum miasta. W trakcie tych potyczek żołnierze Batalionu „Zośka” zdobyli dwa niemieckie czołgi typu PzKpfw V „Panther”. Sukces ten – w połączeniu z wcześniejszym zdobyciem niemieckiej ciężarówki z amunicją czołgową przez żołnierzy Batalionu „Pięść” – umożliwił sformowanie powstańczego plutonu pancernego pod dowództwem porucznika Wacława Micuty ps. „Wacek”. W międzyczasie „Zośkowcom” udało się również zdobyć szkołę przy ul. Spokojnej, gdzie rozbito oddział rosyjskojęzycznych kolaborantów (szkoła stanowiła odtąd główny filar polskiej obrony na północnej flance grupy „Radosława”). Około godziny 14:00 Niemcy przypuścili jednak silny atak wzdłuż ul. Okopowej, pędząc przed czołgami 50 przywiązanych do drabiny polskich zakładników. Żołnierze Kedywu zdołali utrzymać barykadę na ul. Okopowej oraz placówki w garbarni Pfeiffera i szkole św. Kingi, lecz niemieckim czołgom udało się przebić do Śródmieścia.
W dniu 3 sierpnia nieprzyjaciel nie przejawiał większej aktywności na odcinku Kedywu. Niemcy starali się jedynie wiązać żołnierzy „Radosława” ostrzałem moździerzy i działaniami pojedynczych czołgów. Po nieudanej próbie przebicia do Kampinosu Zgrupowanie „Paweł” (dotychczasowy odwód dowódcy Okręgu Warszawskiego AK) podporządkowało się podpułkownikowi „Radosławowi”. 4 sierpnia bataliony „Czata 49” i „Parasol” poniosły spore straty na skutek nieprzyjacielskich nalotów lotniczych. Na pomoc wykrwawionym oddziałom AL i III Obwodu, broniącym arterii wolskiej, „Radosław” rzucił tego dnia swój odwód pod dowództwem kapitana Mieczysława Kurkowskiego ps. „Sawa”. Blisko połowa sił „Radosława” pozostawała tymczasem związana w ruinach getta warszawskiego, gdzie nieprzyjaciel utrzymywał silne placówki odgradzające pozycje Kedywu od Starego Miasta (Pawiak, obóz KL Warschau przy ul. Gęsiej, dom nr 103 oraz szpital św. Zofii przy ul. Żelaznej). Uzyskanie bezpośredniego połączenia z tą dzielnicą było w owym czasie najważniejszym zagadnieniem absorbującym uwagę podpułkownika „Radosława” i jego sztabu. Nieskoordynowany atak na niemieckie pozycje w rejonie ul. Żelaznej, przeprowadzony 4 sierpnia przez żołnierzy batalionów „Zośka”, „Miotła” i „Chrobry I”, zakończył się jednak niepowodzeniem. W nocy z 4 na 5 sierpnia alianckie lotnictwo dokonało nad Wolą zrzutów broni i zaopatrzenia, z których większość dostała się do rąk żołnierzy „Radosława”.
Tymczasem w dniu 4 sierpnia na przedmieściach Warszawy pojawiły się pierwsze oddziały niemieckich „sił odsieczy” wyznaczonych do stłumienia powstania. Niemieckie plany przewidywały, że główny punkt ciężkości natarcia zostanie położony na Woli, gdzie zamierzano rzucić do akcji improwizowaną grupę policyjną z Kraju Warty (dowodzoną przez SS-Gruppenführera Heinza Reinefartha), Pułk Specjalny SS „Dirlewanger”, a także kolaboracyjne jednostki azerbejdżańskie i zapasowy batalion z Dywizji „Hermann Göring”. Celem ich natarcia miało być uwolnienie gubernatora Fischera i generała Stahela (odciętych w „dzielnicy rządowej” w rejonie pl. Piłsudskiego) oraz odblokowanie arterii wolskiej. W momencie rozpoczęcia niemieckiego przeciwuderzenia (5 sierpnia) Zgrupowanie „Radosław” zajmowało rozległy teren, którego granice wyznaczały: od południa – ulice Wolska i Chłodna; od północy – ulica Spokojna i sąsiadujący z nią katolicki Cmentarz Powązkowski, od zachodu – ul. Młynarska oraz cmentarze kalwiński, ewangelicki i żydowski; od wschodu – ruiny getta. W szeregach zgrupowania znajdowało się wówczas ok. 1650 żołnierzy, z czego 70 proc. było uzbrojonych. W ujęciu bardziej szczegółowym oddziały „Radosława” były rozlokowane w następujący sposób:
- Batalion „Czata 49” wraz z „Kolegium A” ubezpieczały obronę Kedywu od południa, obsadzając tzw. kolonię Gizów (kwartał między Lesznem a ul. Żytnią) wraz z barykadą na skrzyżowaniu ulic Żytniej i Młynarskiej;
- Batalion „Parasol” obsadzał cmentarz kalwiński oraz barykadę na skrzyżowaniu ulic Żytniej i Młynarskiej;
- Batalion „Pięść” obsadzał cmentarz ewangelicki;
- Zgrupowanie „Paweł” (Batalion „Wigry” oraz Batalion NOW-AK „Antoni”) broniło barykad przy skrzyżowaniu ulic Młynarskiej i Długosza oraz Ostroroga i Obozowej;
- Brygada Dywersji „Broda 53” (bez Batalionu „Zośka”) obsadzała rejon ul. Okopowej (szkoła św. Kingi, fabryka „Telefunken”), utrzymując jednocześnie ubezpieczenia na cmentarzach żydowskim i katolickim;
- bataliony „Miotła” i „Zośka” wraz z plutonem pancernym „Wacek” pozostawały zwrócone ku ruinom getta;
- Batalion zapasowy „Igor” stacjonował przy ul. Karolkowej, niedaleko cmentarza ewangelickiego;
- Dywizjon „1806” (nieuzbrojony) zabezpieczał magazyny na Stawkach.

5 sierpnia Batalion „Zośka” wsparty przez dwie zdobyczne „Pantery” z plutonu porucznika „Wacka” gwałtownym natarciem zdobył obóz KL Warschau przy ul. Gęsiej („Gęsiówka”), gdzie uwolniono 348 Żydów. Sukces ten umożliwił Zgrupowaniu „Radosław” uzyskanie bezpośredniego połączenia ze Starym Miastem. Jednocześnie na Woli rozwinęło się niemieckie przeciwuderzenie. Oddziały Reinefartha i Dirlewangera od wczesnych godzin porannych szturmowały polskie barykady na ulicach Wolskiej i Górczewskiej, masowo mordując przy tym polską ludność cywilną. Ze strony Zgrupowania „Radosław” w walkach tych uczestniczyła 1 Kompania Batalionu „Parasol” pod dowództwem podporucznika Jerzego Zborowskiego ps. „Jeremi”, która wsławiła się m.in. zaciętą obroną tzw. pałacyku Michla przy ul. Wolskiej. Początkowo na właściwym odcinku Kedywu nieprzyjaciel podejmował jedynie słabe ataki wiążące. Tego dnia Niemcy dotarli co prawda do linii ul. Młynarskiej, jednak nie zdołali wyprzeć powstańców z zajmowanych tam pozycji. W trudnym położeniu znalazł się jedynie Batalion „Czata 49”, którego stanowiska znalazły się na osi głównego natarcia grupy Reinefartha. Za cenę poważnych strat żołnierze „Czaty” zdołali jednak odeprzeć wszystkie nieprzyjacielskie ataki.
Tymczasem w godzinach popołudniowych Niemcy zdobyli główną powstańczą barykadę na skrzyżowaniu ulic Wolskiej i Młynarskiej oraz dotarli aż do skrzyżowania ulic Chłodnej i Towarowej. Południowa flanka Kedywu znalazła się na pierwszej linii frontu. Podpułkownik „Radosław” był zmuszony wzmocnić ją częścią swoich sił, tj. Batalionem „Miotła” oraz Kompanią „Maciek” z Batalionu „Zośka”. Po południu „Radosław” postanowił także przeprowadzić przeciwnatarcie z rejonu cmentarza ewangelickiego, wymierzone we flankę niemieckich „sił odsieczy” poruszających się wzdłuż ul. Wolskiej. Początkowo planowano, iż główne siły zgrupowania uderzą w kierunku zachodnim na szkołę przy ul. Gostyńskiej, po czym skręcą w kierunku południowym – na tyły oddziałów Reinefartha. Wobec postępów niemieckiego natarcia „Radosław” postanowił jednak przeprowadzić jeszcze jedno kontruderzenie, wzdłuż ulic Młynarskiej i Karolkowej bezpośrednio w kierunku południowym. To drugie uderzenie miały wykonać pododdziały „Parasola” i „Zośki”, podczas gdy natarcie na szkołę przy ul. Gostyńskiej przeprowadzić miał Batalion „Pięść” wraz z częścią Batalionu „Czata 49”. Przeciwuderzenie Kedywu zakończyło się jednak niepowodzeniem. Natarcie „Pięści” i „Czaty” załamało się w silnym ogniu nieprzyjaciela. Żołnierze „Zośki” i „Parasola” zderzyli się z kolei z wyruszającym z wzdłuż ul. Karolkowej niemieckim natarciem wspartym bronią pancerną, które odrzuciło Polaków na pozycje wyjściowe. Jedynym polskim sukcesem okazało się spowolnienie natarcia wroga oraz wydostanie z okrążenia Kompanii AK „Nałęcz” (odciętej w domu przy ul. Wolskiej 39). Nocą pod ogniem wroga częściowo ewakuowano szpital Karola i Marii przy ul. Leszno 136.
Ostatecznie Niemcom nie udało się tego dnia odblokować arterii wolskiej, lecz broniące jej oddziały AL i Obwodu AK „Wola” zostały w dużej mierze rozbite. Zgrupowanie „Radosław” straciło ok. 20 zabitych i 40 rannych żołnierzy, jednak zdołało utrzymać wylot ul. Okopowej na pl. Kercelego oraz barykady na skrzyżowaniach Leszna z ulicami Karolkową i Młynarską.

## Początek bitwy o cmentarze

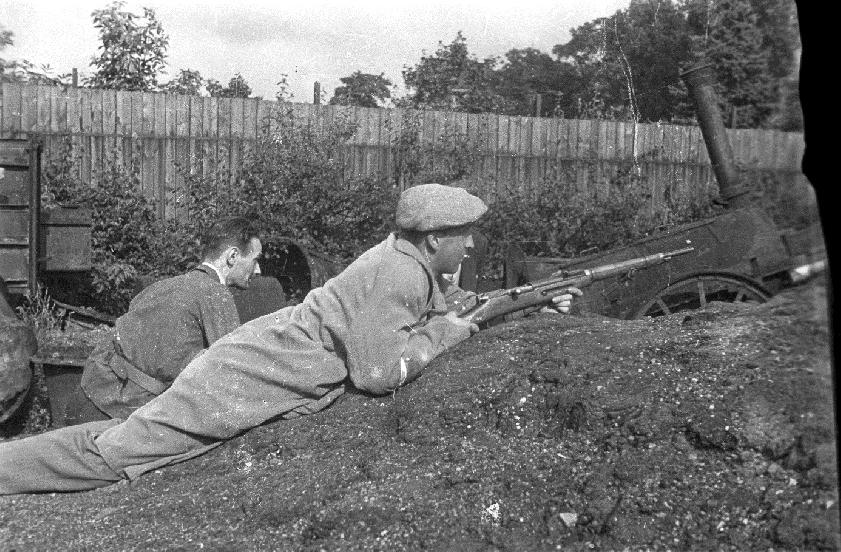
Żołnierze Batalionu „Pięść” w rejonie cmentarza ewangelickiego

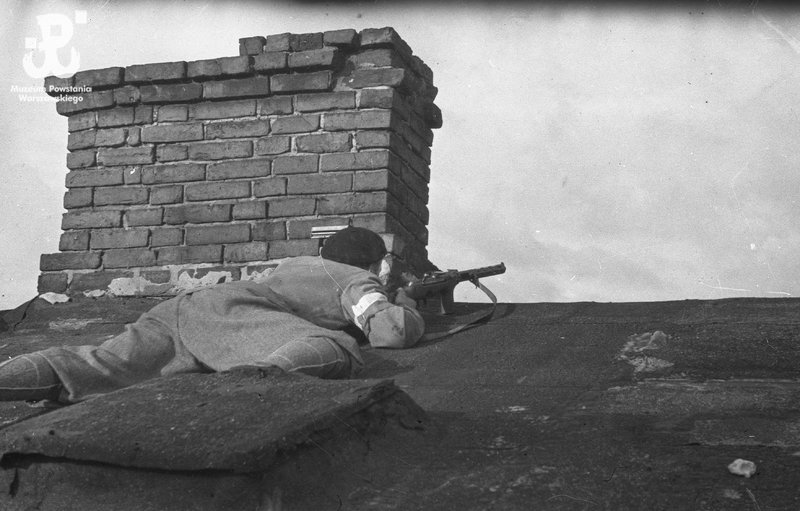
Powstańcza czujka na dachu domu grabarza przy cmentarzu ewangelickim

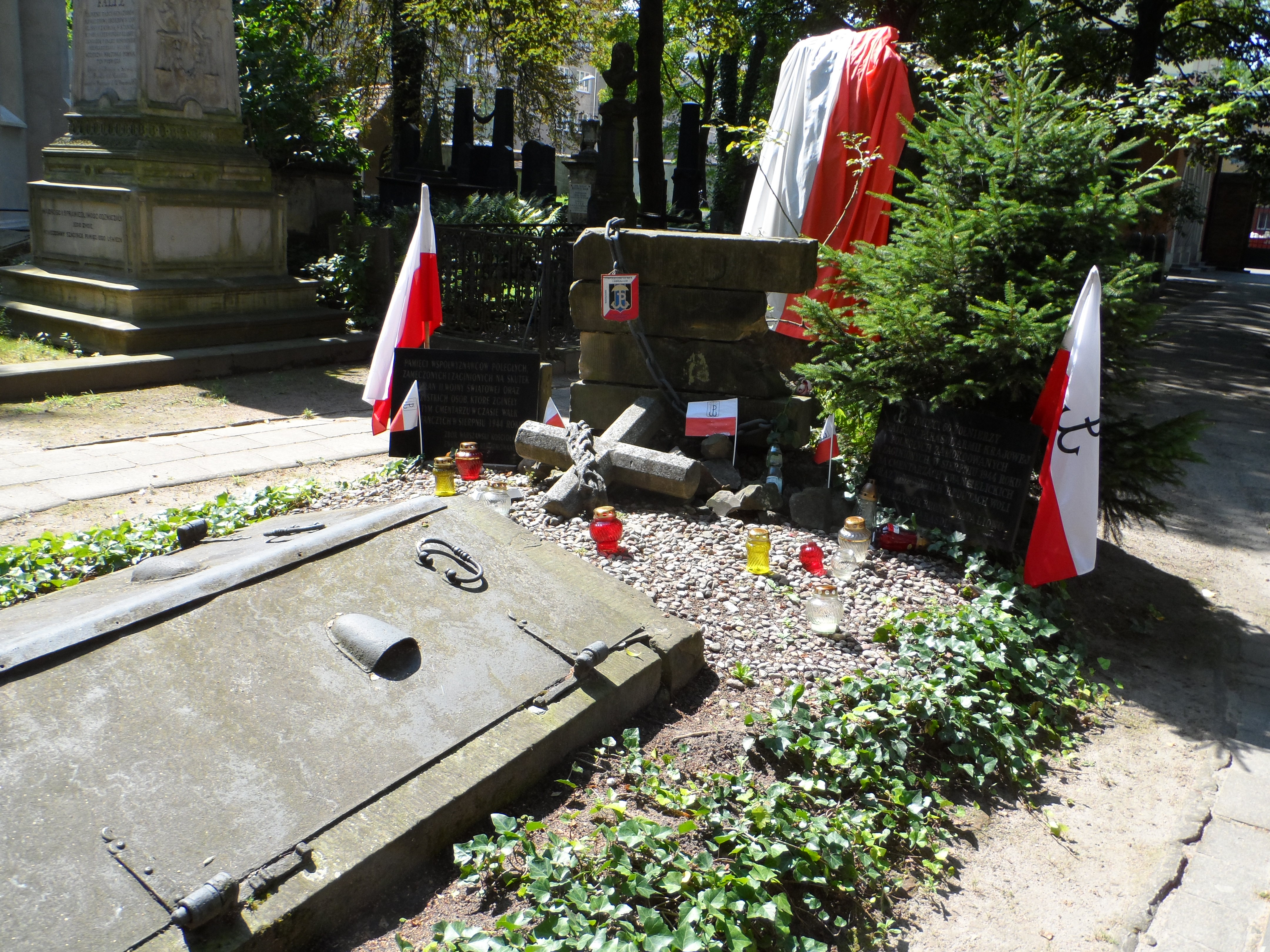
Płyta nagrobna na cmentarzu kalwińskim, upamiętniająca żołnierzy „Parasola” poległych w obronie Woli

W nocy z 5 na 6 sierpnia Niemcy otrzymali znaczne posiłki. W rezultacie w drugim dniu natarcia siły niemieckie na Woli liczyły już ponad 6 tys. żołnierzy (wliczając oddziały garnizonu Warszawy odcięte w rejonie pl. Piłsudskiego). Ich działania wspierać miało 10 ciężkich czołgów z Dywizji „Hermann Göring”, pociąg pancerny nr 75 oraz samoloty 6. Floty Powietrznej (Luftflotte 6). Przebieg walk w dniu 5 sierpnia uzmysłowił niemieckiemu dowództwu, że kontynuowanie natarcia wzdłuż arterii wolskiej może okazać się bardzo ryzykowne, jeżeli na skrzydle oddziałów Reinefartha pozostanie silne zgrupowanie Kedywu. Mianowany właśnie przez Himmlera dowódcą wojsk niemieckich w Warszawie SS-Obergruppenführer Erich von dem Bach-Zelewski postanowił więc związać oddziały „Radosława” koncentrycznym natarciem z dwóch stron. Na odcinku zachodnim świeżo przybyły 608 Pułk Ochrony miał przypuścić frontalny szturm na cmentarze, podczas gdy oddziałom policji z Kraju Warty powierzono zadanie związania Polaków atakiem od południa, z rejonu ul. Wolskiej. Pułk Dirlewangera miał kontynuować natarcie wzdłuż arterii wolskiej.
Jak podawał Adam Borkiewicz i inni autorzy, w nocy 5/6 sierpnia podpułkownik „Radosław” również przegrupował swoje oddziały. Wykrwawiony Batalion „Czata 49” miał opuścić dotychczasowe stanowiska w kolonii Gizów i przejść do fabryki „Telefunken” przy ul. Mireckiego, gdzie pozostawał w charakterze odwodu. Na jego miejsce dowódca zgrupowania wprowadzić miał kompanię z Batalionu „Pięść” (ok. 120 żołnierzy). Tej samej nocy pluton z „Pięści” dowodzony przez porucznika Stanisława Jankowskiego ps. „Agaton”, obsadził fabrykę Kamlera przy ul. Dzielnej, przyjmując tym samym rolę bezpośredniej ochrony KG AK. Reszta oddziałów Kedywu pozostała na dotychczasowych stanowiskach.
6 sierpnia od wczesnych godzin porannych cmentarze wraz z barykadą na skrzyżowaniu ul. Żytniej z ul. Młynarską były ostrzeliwane przez niemieckie czołgi, artylerię oraz działa pociągu pancernego nr 75, poruszającego się po linii kolei obwodowej. Ogień nieprzyjaciela zmusił wkrótce czołowe pododdziały Batalionu „Parasol” od odwrotu ze skrzyżowania na teren cmentarzy. Poległa wówczas m.in. łączniczka Krystyna Wańkowicz ps. „Anna” – córka Melchiora Wańkowicza. W trakcie obchodu wysuniętych stanowisk ciężko ranny został dowódca Batalionu „Parasol”, kapitan Adam Borys ps. „Pług” (zastąpił go podporucznik „Jeremi”). O godzinie 6:00 niemiecka policja zaatakowała południową flankę „Radosława” na całym odcinku od ul. Młynarskiej po pl. Kercelego. Z kolei dwie i pół godziny później rozpoczęło się frontalne natarcie 608 Pułku Ochronnego na cmentarz kalwiński. Uderzenie od południa zostało przejściowo zatrzymane przez Polaków na linii ul. Żytniej. Na odcinku zachodnim Niemcy zdołali natomiast wedrzeć się na teren cmentarza kalwińskiego. Przeciwuderzenie „Parasola” chwilowo zatrzymało tam nieprzyjacielskie natarcie, lecz nie zdołało wyprzeć Niemców poza mur nekropolii. W trakcie walk na cmentarzu poważne rany odniósł dowódca 2 Kompanii „Parasola” – podchorąży Stanisław Jastrzębski ps. „Kopeć”. Tymczasem ogień niemieckiej artylerii rozbił mur sąsiedniego cmentarza ewangelickiego. Silnie naciskane przez przeciwnika kompanie „Parasola” musiały cofnąć się w głąb cmentarzy i zorganizować obronę w labiryncie grobów. Wobec rysującej się groźby opanowania przez Niemców arterii wolskiej, KG AK wraz z Delegatem Rządu na Kraj i plutonem ścisłej ochrony ewakuowała się z Woli, zajmując nową siedzibę w szkole przy ul. Barokowej na Starym Mieście. W ślad za nią przeszły na Starówkę oddziały Zgrupowania „Paweł”, a w nocy resztki oddziałów AL. Nieuzbrojonych żołnierzy zwolniono z szeregów. Wypadki te poważnie nadwerężyły zwartość polskiej obrony. Do godziny 16:00 cmentarze kalwiński i ewangelicki zostały opanowane przez Niemców, a ich obrońców zepchnięto na ul. Okopową. Zagrożone oskrzydleniem od północy pododdziały „Parasola” i „Pięści” także były zmuszone wycofać się z linii ul. Młynarskiej i kolonii Gizów w kierunku ul. Okopowej. Nieprzyjaciel zadowolił się tymi sukcesami i nie kontynuował natarcia w kierunku cmentarza żydowskiego oraz ul. Okopowej.
„Radosław” rozpoczął tymczasem przygotowania do przeciwnatarcia. Zapasowy Batalion „Igor” (złożony z nieuzbrojonych żołnierzy) wycofano do obozu przy ul. Gęsiej, a rzucony do walki odwodowy Batalion „Czata 49” zablokował ul. Okopową (na wysokości cmentarza ewangelickiego), pozorując jednocześnie przygotowania do kontrataku. Brygada „Broda 53” obsadziła tymczasem cmentarz żydowski. Jej dowódca, kapitan Jan Kajus Andrzejewski ps. „Jan”, wystrzelił rakiety sygnalizacyjne w kierunku nieprzyjacielskich pozycji na sąsiednim cmentarzu ewangelickim, na skutek czego niemieckie „Stuki” omyłkowo zbombardowały własnych żołnierzy. W powstałym zamieszaniu żołnierze Batalionu „Zośka” (plutony „Sad” i „Alek”) wsparci przez czołgi z plutonu „Wacek” ruszyli do ataku i między godz. 18:05 a 19:05 bez strat własnych odzyskali oba utracone cmentarze oraz pozycje przy ulicach Leszno i Żytniej. Zdobyto przy tym niewielką ilość broni (m.in. ciężki karabin maszynowy). Po zakończeniu całodziennej walki Zgrupowanie „Radosław” zajęło pozycje w czworoboku zamkniętym: od zachodu – ul. Młynarską (bataliony „Pięść” i „Parasol”); od południa – ulicami Żytnią i Leszno aż po barykadę u wylotu ul. Okopowej na pl. Kercelego (Batalion „Czata 49”); od wschodu ulicami Wronią i Wolność (Batalion „Miotła”), a od północy – murami cmentarza żydowskiego wraz z barykadą przy ul. Sołtyka (Brygada „Broda 53”). Batalion zapasowy „Igor” wraz z nieuzbrojonymi żołnierzami batalionów „Czata 49” i „Miotła” odesłano do obozu przy ul. Gęsiej.
Tego dnia Niemcom udało się natomiast dokonać przełamania na głównym odcinku natarcia. Czołowy batalion pułku Dirlewangera przebił się bowiem do niemieckiej „dzielnicy rządowej” w rejonie pl. Piłsudskiego, podczas gdy wykrwawione oddziały AK i AL zostały zepchnięte za ul. Żelazną. Niemcom nie udało się jeszcze ustanowić trwałego połączenia z „dzielnicą rządową”, gdyż odcinek ul. Chłodnej od ul. Żelaznej po pl. Żelaznej Bramy pozostawał swoistą „ziemią niczyją”. Położenie oddziałów Kedywu wyraźnie się skomplikowało. Oddziały „Radosława” wciąż utrzymywały jednak łączność z oddziałem majora „Sosny” obsadzającym gmach sądów na Lesznie, a przez ul. Gęsią, ruiny getta i Stawki – z obrońcami Starówki. Część ruin getta, od Pawiaka po szpital św. Zofii przy skrzyżowaniu ulic Żelaznej i Żytniej, nadal obsadzały jednak siły niemieckie.
7 sierpnia Niemcy ostatecznie opanowali arterię Wolską aż po Ogród Saski. Broniące gmachu sądów na Lesznie zgrupowanie majora „Sosny” zostało zepchnięte na Muranów. W międzyczasie osamotnione Zgrupowanie „Radosław” musiało sprostać kolejnemu niemieckiemu natarciu. Od wczesnych godzin porannych rejon cmentarzy był ostrzeliwany przez niemiecką artylerię i bombardowany przez lotnictwo. Niewielkie oddziały nieprzyjaciela wspierane przez broń pancerną atakowały południowe skrzydło Kedywu wzdłuż ulic Okopowej i Karolkowej. Niemcom udało się zepchnąć 2 Kompanię „Parasola” z ogrodów szpitala Karola i Marii oraz barykady na skrzyżowaniu Żytniej i Młynarskiej, po czym zmusić ją do odwrotu w kierunku cmentarza kalwińskiego. Dalsze natarcie zostało zatrzymane na barykadach przy skrzyżowaniach ul. Żytniej z Okopową i Karolkową. Powstańcom udało się tam uszkodzić niemiecki czołg i samochód pancerny. Niemcy atakowali również od frontu – na cmentarzu żydowskim dochodziło do starć na najmniejszym dystansie. Niemieckie czołgi rozbijały ogniem dział cmentarne mury. Około godziny 14:00 blisko 20 niemieckich bombowców He 111 rozpoczęło nalot na cmentarz kalwiński. Chcąc uniknąć strat podporucznik „Jeremi” wycofał z cmentarza żołnierzy 1 i 3 kompanii „Parasola”, podczas gdy 2 Kompania rozpoczęła przegrupowanie, wysuwając przednie stanowiska w kierunku cmentarza. Nekropolia stanowiła przez chwilę „ziemię niczyją”, lecz zanim „Jeremi” zdołał na powrót ją obsadzić nastąpiło natarcie niemieckiej piechoty wspartej dwoma czołgami (17:00). Cmentarz kalwiński znalazł się w rękach nieprzyjaciela. Około godziny 18:20 żołnierze „Parasola” wsparci plutonami „Zośki” i zdobycznymi czołgami z plutonu „Wacka” przystąpili jednak do kontrnatarcia. Po krótkiej, lecz zaciekłej walce Polacy odzyskali nekropolię. Niemcy stracili jeden czołg rozbity celnym strzałem powstańczej „Pantery”. Nie odzyskano natomiast utraconej kolonii Gizów, gdyż wobec odwrotu oddziałów AK z Leszna podpułkownik „Radosław” był zmuszony wycofać południowe skrzydło swojego zgrupowania na linię ul. Żytniej.

## Koncepcja ewakuacji do Kampinosu

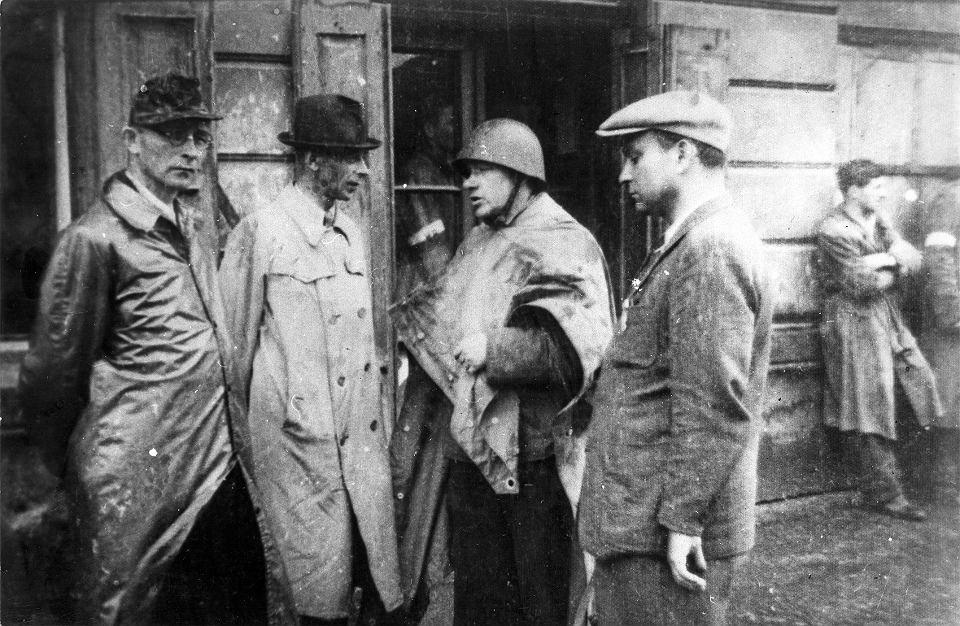
Generał „Bór” (drugi z lewej) i podpułkownik „Radosław” (w hełmie) na odprawie w okolicach fabryki Kamlera

Na skutek zaciętych walk stoczonych w dniach 5–7 sierpnia siły Zgrupowania „Radosław” stopniały do ok. 1000 żołnierzy. Dawały się odczuć niedobory amunicji. Jednocześnie utrata arterii wolskiej postawiła Kedyw w bardzo trudnej sytuacji taktycznej. Zgrupowanie „Radosław” zostało odcięte od Śródmieścia, a od 7 sierpnia walczyło w zasadzie w osamotnieniu. Wciąż utrzymywano co prawda łączność ze Starym Miastem, lecz obecność silnych placówek nieprzyjaciela w ruinach getta oraz rosnąca aktywność Niemców na spokojnym dotychczas północnym skrzydle Kedywu sprawiały, że dowództwo zgrupowania musiało poważnie brać pod uwagę groźbę rychłego okrążenia. Mimo tego oddziały „Radosława” broniły się w rejonie cmentarzy jeszcze przez cztery kolejne dni. Taki obrót wypadków był rezultatem forsowanej przez „Radosława” koncepcji ewakuacji do Puszczy Kampinoskiej. Już 5 sierpnia dowódca Kedywu doszedł bowiem do wniosku, że kontynuacja walki w Warszawie skaże na bezsensowną zagładę jego elitarne zgrupowanie, złożone z doświadczonych żołnierzy dywersji i doborowej młodzieży harcerskiej. „Radosław” domagał się, aby oszczędzić Kedywowi wyniszczających walk ulicznych i wycofać go przez Powązki do pobliskiego Kampinosu. Tam zgrupowanie połączyłoby się z leśnymi oddziałami AK i po odebraniu alianckich zrzutów broni i amunicji mogłoby skutecznie nękać tyły walczących w Warszawie oddziałów niemieckich.
Tymczasem 7 sierpnia Zgrupowanie „Radosław” – dotychczas podległe bezpośrednio KG AK – zostało organizacyjnie podporządkowane tworzącej się na Starym Mieście tzw. Grupie „Północ”. Dowodzący nią podpułkownik Karol Ziemski ps. „Wachnowski” stanowczo sprzeciwił się zamiarom „Radosława”, gdyż obawiał się, że odwrót Kedywu do Kampinosu wystawi na niemieckie uderzenie organizującą się dopiero obronę Starówki. „Wachnowski” był przekonany, że pozycje w rejonie cmentarzy wolskich oraz w ruinach getta są niemożliwe do utrzymania. Z tego powodu oczekiwał, że „Radosław” pozostawi co najwyżej słabe ubezpieczenia na odsłoniętej pozycji w rejonie ul. Okopowej, a główne siły wycofa na Muranów. Osiedle to miało w jego zamyśle stanowić wysunięty bastion obrony staromiejskiej – osłaniający przed atakiem najbardziej wrażliwą flankę Grupy „Północ” (zachodnią), a zarazem stanowiący bazę wypadową dla działań zaczepnych w kierunku Żoliborza. KG AK również nie wyraziła zgody na ewakuację zgrupowania do Kampinosu. Zgodnie z relacją kapitana „Pługa” dowódca Kedywu miał w odpowiedzi na swe propozycje usłyszeć: „dobijecie powstanie, jeśli wykonacie swe zamierzenie”.
„Radosław” nie zamierzał jednak rezygnować ze swojej koncepcji, stąd przeciągał walkę w rejonie Powązek, licząc, że skłoni dowództwo AK do wyrażenia zgody na ewakuację zgrupowania do Kampinosu. Ponadto zarówno KG AK, jak i „Wachnowski”, chwilowo pozwolili mu kontynuować walkę w rejonie Powązek, gdyż błędnie przypuszczano, że w nocy z 8 na 9 sierpnia oddziały AK z Puszczy Kampinoskiej przeprowadzą w tym rejonie odciążający atak na niemiecką flankę.
„Radosław” uporządkował swoje oddziały w ten sposób, aby mogły one kontynuować obronę cmentarzy, a jednocześnie były gotowe do natychmiastowego wymarszu z miasta. Liczący 120 żołnierzy Batalion „Czata 49” został ustawiony frontem do Dworca Gdańskiego celem przebijania się do Kampinosu.
Całkowicie inne wyjaśnienie działań podejmowanych przez ppłk. „Radosława” w dniach 7-9 sierpnia zaproponował Grzegorz Jasiński. Opierając się na zachowanych raportach Zgrupowania „Radosław” uznał, że manewry polskich oddziałów w kierunku linii kolei obwodowej nie były podyktowane chęcią odwrotu do Puszczy Kampinoskiej, lecz dążeniem do przełamania niemieckiej bariery odgradzającej Stare Miasto od Żoliborza (co w tym wypadku byłoby zgodne z zamierzeniami ppłk. „Wachnowskiego”).

## Walki w dniach 8–10 sierpnia

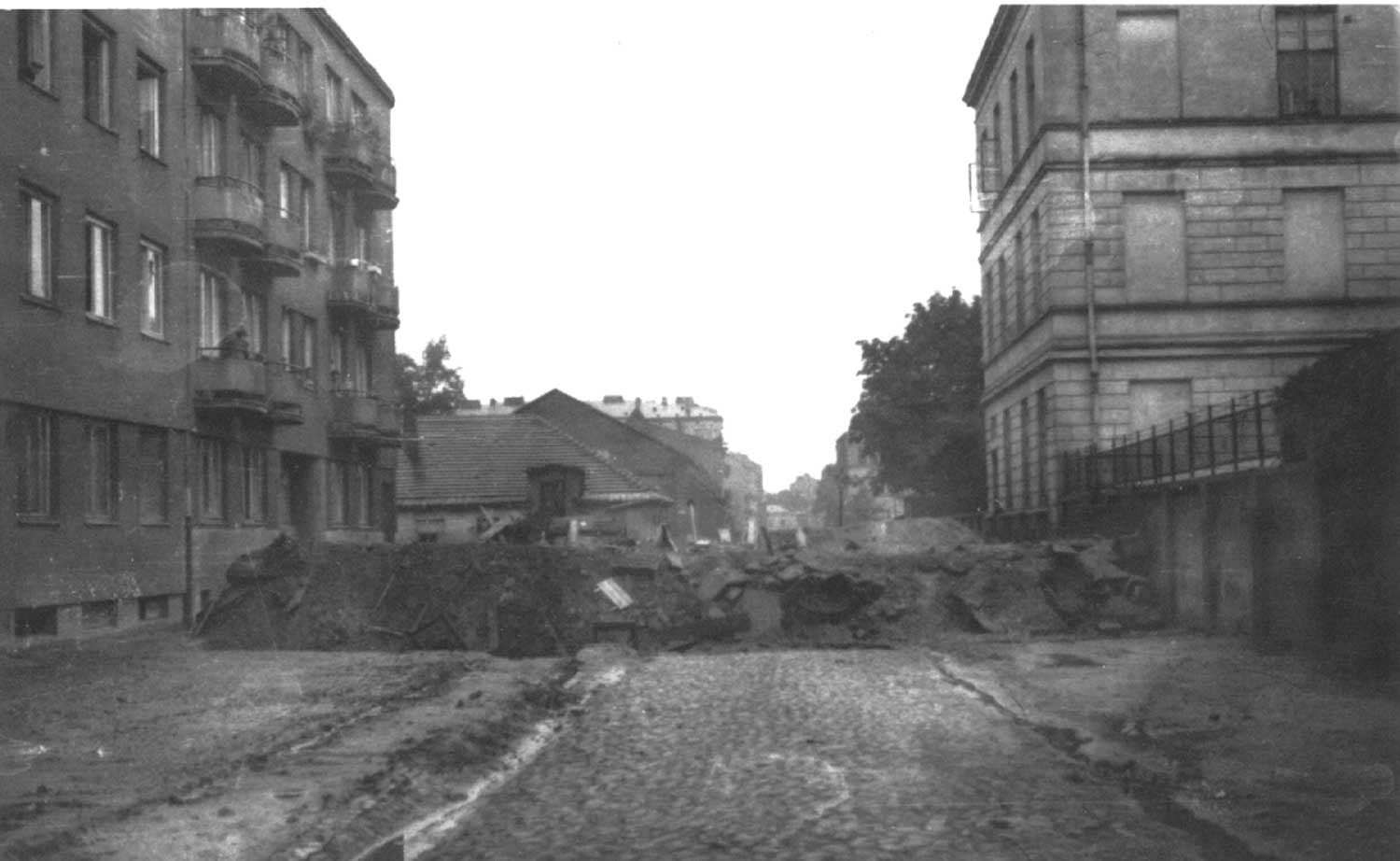
Powstańcza barykada na skrzyżowaniu ulic Żytniej i Karolkowej

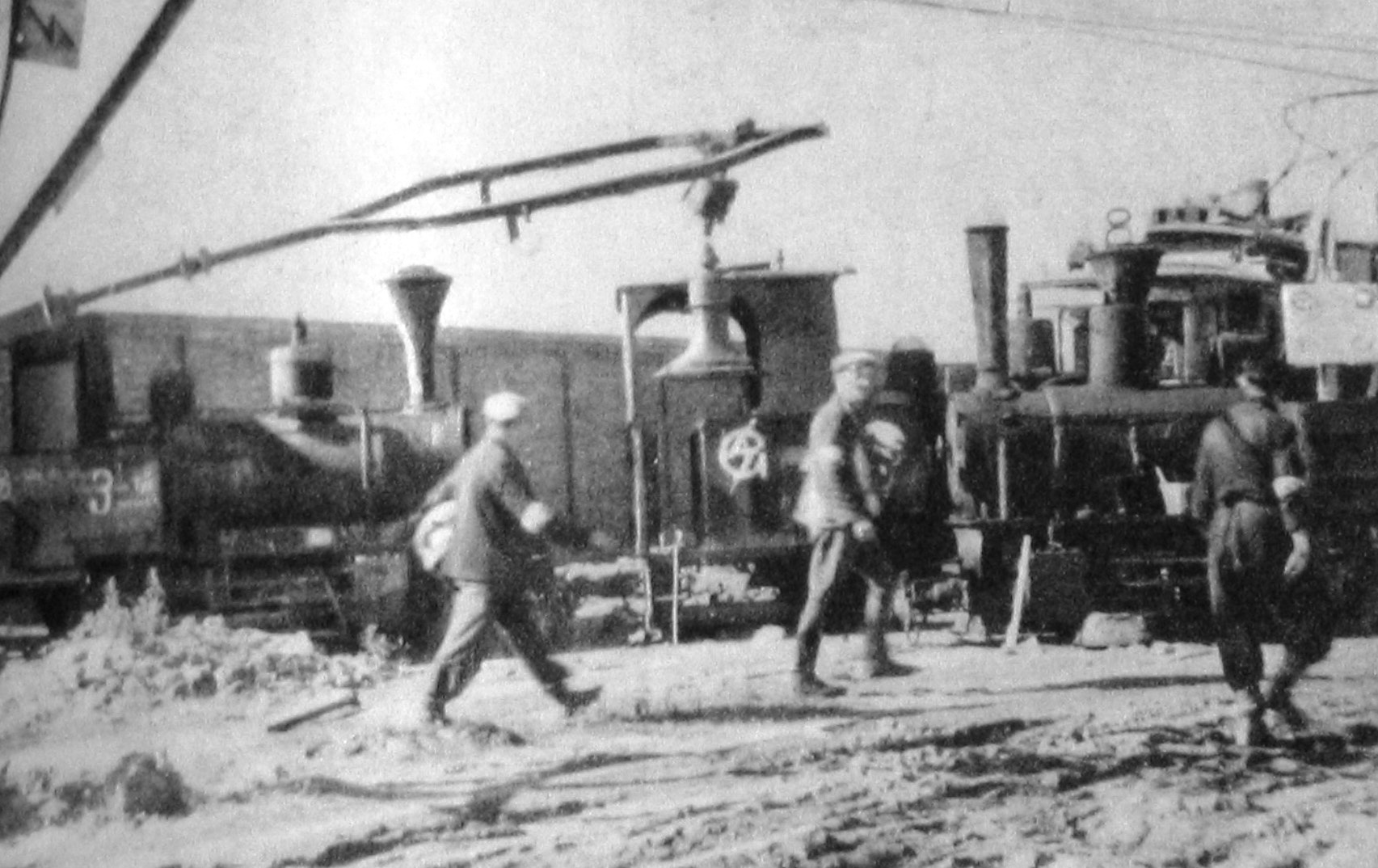
Powstańcza barykada na ulicy Okopowej

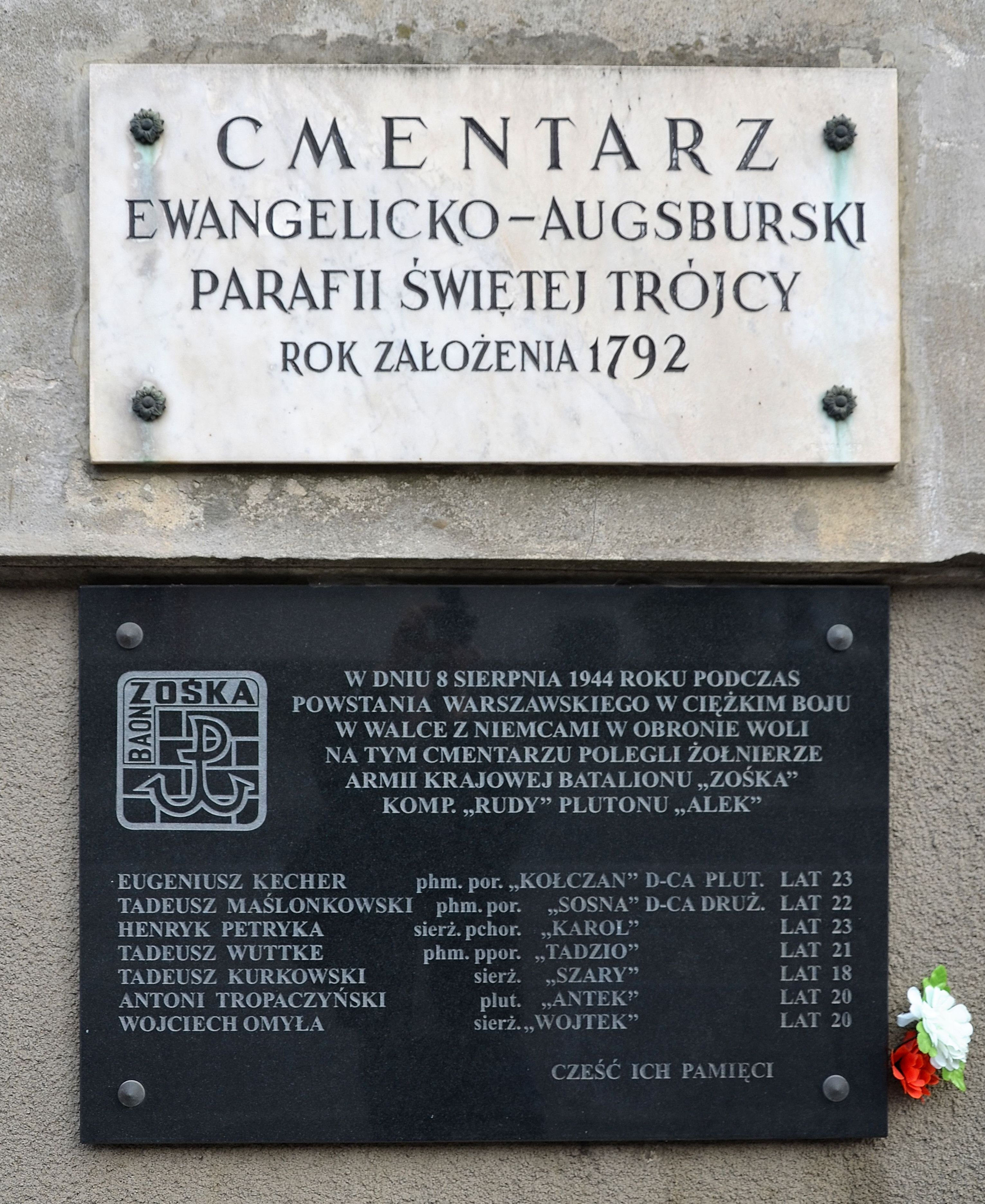
Tablica upamiętniająca żołnierzy „Zośki” poległych w walkach na cmentarzu ewangelickim

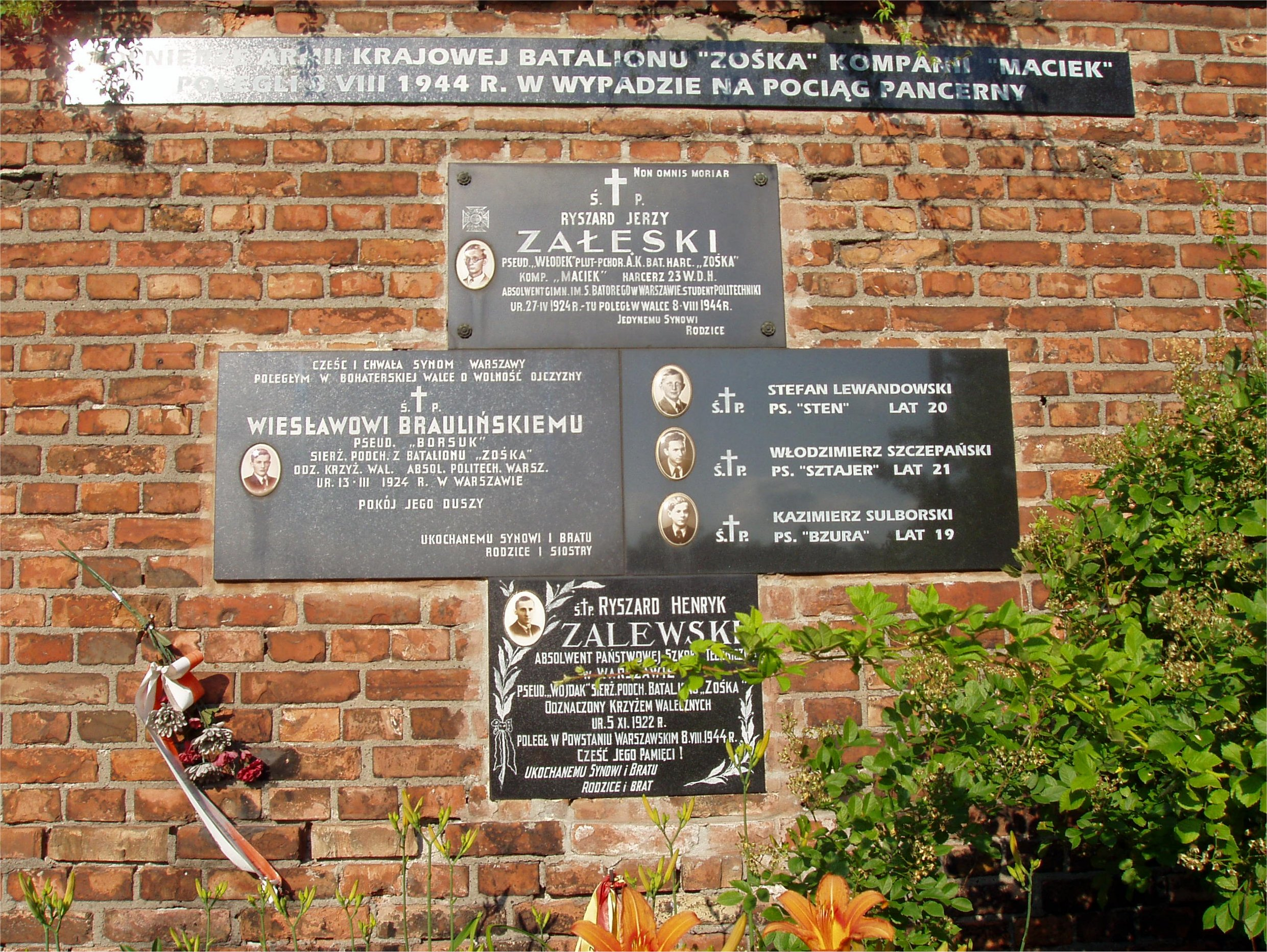
Tablice upamiętniające żołnierzy „Zośki” poległych podczas wypadu na niemiecki pociąg pancerny

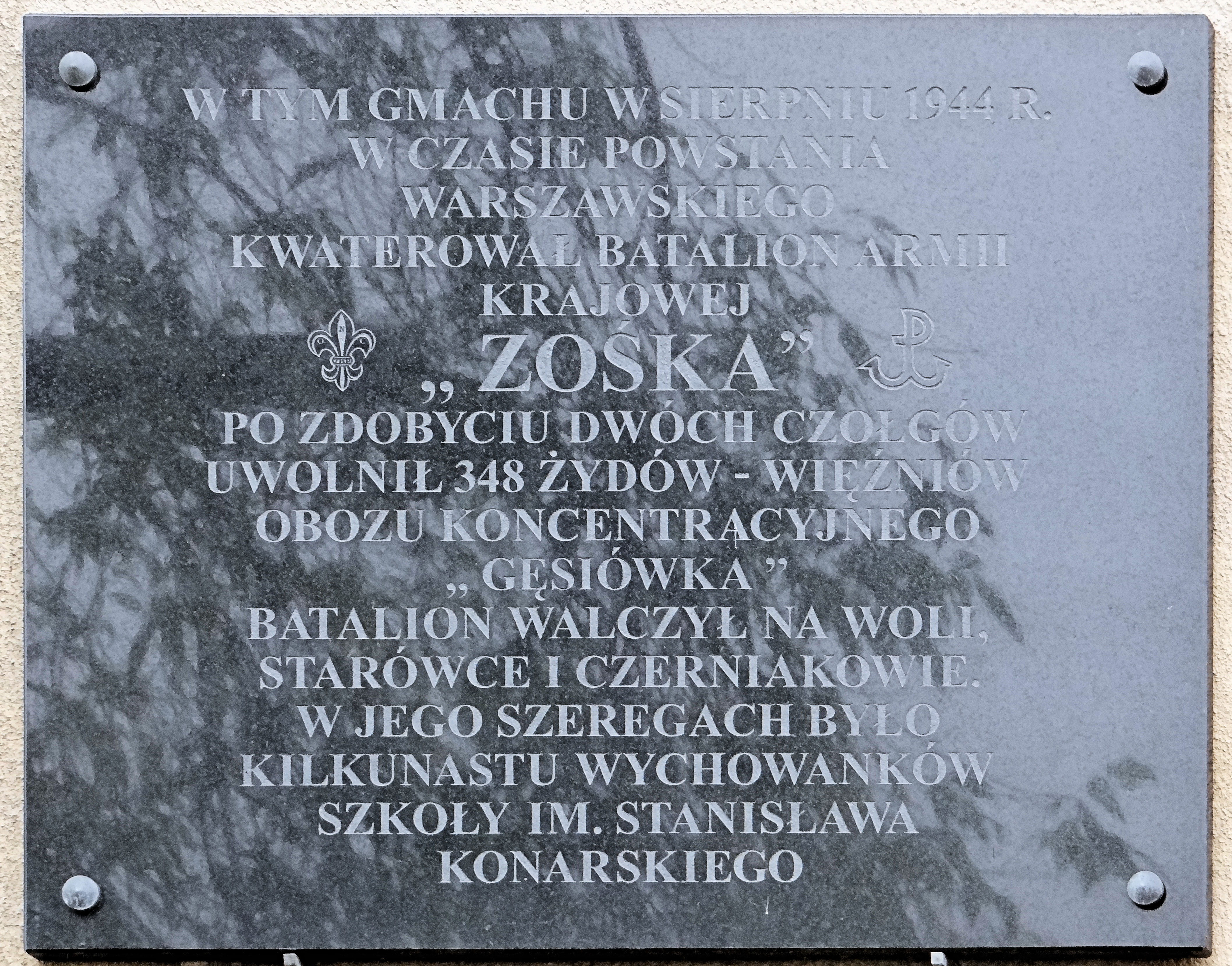
Tablica upamiętniająca obrońców „twierdzy” przy ul. Okopowej 55A

W nocy z 7 na 8 sierpnia Zgrupowanie „Radosław” rozlokowane było w następujący sposób:
- Batalion „Zośka” obsadzał cmentarz żydowski i część cmentarza ewangelickiego;
- Batalion „Parasol” obsadzał cmentarz kalwiński i część cmentarza ewangelickiego;
- Brygada „Broda 53” (z wyłączeniem „Zośki”) stacjonowała w rejonie szkoły św. Kingi przy ul. Okopowej;
- Batalion „Pięść” obsadzał południową flankę Kedywu (skrzyżowania ul. Żytniej z Karolkową i Okopową)[g];
- Batalion „Miotła” obsadzał garbarnię Pfeiffera przy ul. Okopowej, utrzymując jednocześnie placówki na ul. Wolność oraz w gmachu Monopolu Tytoniowego przy ul. Dzielnej;
- Batalion „Czata 49” pozostawał w charakterze odwodu na terenie fabryki „Telefunken” przy ul. Mireckiego;
- Batalion zapasowy „Igor” nadal obsadzał obóz przy ul. Gęsiej, a Dywizjon „1806” wzmocniony drużyną Kedywu – magazyny na Stawkach.

Nocą z 7 na 8 sierpnia podjęto próbę wyeliminowania z walki niemieckiego pociągu pancernego, którego artyleria dotkliwie dawała się we znaki obrońcom cmentarzy. W tym celu sformowano 20-osobową grupę wypadową złożoną z żołnierzy Batalionu „Zośka”, dowodzonych przez sierżanta podchorążego Andrzeja Sowińskiego ps. „Zagłoba”. Z powodu niedokładnego rozpoznania oddział wpadł jednak przy samych torach na zamaskowaną niemiecką placówkę. Poległo sześciu polskich żołnierzy, a kilku innych – w tym „Zagłoba” – odniosło rany. Pociąg nadal bez przeszkód mógł się poruszać wzdłuż linii kolei obwodowej.
Rankiem 8 sierpnia Niemcy przypuścili kolejny szturm na pozycje Kedywu. Tego dnia Zgrupowanie „Radosław” zostało zaatakowane niemalże ze wszystkich stron. O godz. 8:00 oddziały „Kałmuków” i policji z Kraju Warty uderzyły przy wsparciu czołgów na polskie barykady na rogu ulic Żytniej i Karolkowej oraz Żytniej i Okopowej. Zaciekłe walki toczyły się zwłaszcza o gmach Ewangelickiego Domu Starców przy skrzyżowaniu ulic Żytniej i Karolkowej. Na ul. Karolkowej nieprzyjaciel pędził przed sobą „żywą tarczę” złożoną z polskich cywilów schwytanych na Woli. Około godziny 9:00 do walki wszedł 608 Pułk Ochrony, który rozpoczął od zachodu frontalny szturm na cmentarze. Działania wiążące na tyłach Kedywu podjęła także załoga Pawiaka. Ulica Okopowa oraz powstańcze pozycje w ruinach getta znalazły się pod silnym ogniem niemieckich karabinów maszynowych, prowadzonym ze stanowisk na wieżach Pawiaka, kościoła św. Augustyna oraz kościoła św. Karola Boromeusza. Całodzienna bitwa miała bardzo zaciekły charakter. Na odcinku południowym bataliony „Parasol” i „Pięść” dwukrotnie odparły ataki niemieckiej policji, zatrzymując ją na ul. Żytniej i skraju cmentarza kalwińskiego (godz. 10:00 i 12:00). W niektórych miejscach dochodziło do walk wręcz. Mimo zażartej obrony i wykonanego przeciwuderzenia polscy żołnierze zostali jednak ostatecznie wyparci z cmentarza kalwińskiego. Na wschodzie anemiczny atak załogi Pawiaka został łatwo odparty, lecz ogień nieprzyjacielskich snajperów i broni maszynowej spowodował duże straty w polskich oddziałach. Nieuzbrojony Dywizjon „1806” musiał wycofać się z magazynów na Stawkach w ul. Spokojną. Z kolei na odcinku zachodnim Niemcy zdołali po wielogodzinnej walce zdobyć cmentarz ewangelicki i zepchnąć obrońców w rejon ul. Mireckiego (ok. godz. 19:00). W walce poległ m.in. porucznik Eugeniusz Koecher ps. „Kołczan” – dowódca Plutonu „Alek” w Batalionie „Zośka”. Jeden ze zdobycznych czołgów plutonu „Wacek” został unieruchomiony na skutek uszkodzeń. Sytuacja Zgrupowania „Radosław” zaczęła stawać się krytyczna, gdyż godzinę wcześniej Niemcy wzmocnieni odwodowym batalionem Wehrmachtu zdołali przełamać polską obronę na ul. Żytniej i zepchnąć plutony „Pięści” i „Parasola” w rejon ul. Mireckiego. Atakujące od zachodu i południa oddziały niemieckich grup szturmowych „Schmidt” i „Reck” nawiązały ze sobą bezpośredni kontakt. „Radosław” był zmuszony wycofać wykrwawiony Batalion „Pięść” na Stare Miasto. Sytuację uratował brawurowy kontratak Batalionu „Zośka” przeprowadzony z cmentarza żydowskiego na skrzydło niemieckiego natarcia. Po walce wręcz z piechotą niemiecką i starciu z czołgami przy zbiegu ul. Sołtyka i Młynarskiej polscy żołnierze odzyskali cmentarz ewangelicki (19:45). W czasie przeciwuderzenia powstańcy zdobyli sześć karabinów maszynowych, moździerz, kilkadziesiąt karabinów i dużo amunicji (Dziennik Zgrupowania „Radosław” podawał: „Zdobyto 2 ckm, 1lkm i 1 moździerz”). Straty po obu stronach były poważne. W tym samym czasie na południowym odcinku Batalion „Parasol” zdołał zatrzymać natarcie nieprzyjaciela na linii ul. Mireckiego.
Przebieg walk w dniu 8 sierpnia był niekorzystny dla strony polskiej. Utracono cmentarz kalwiński, a południowe skrzydło Kedywu zostało zepchnięte z ul. Żytniej w rejon ul. Mireckiego. Siły „Radosława” stopniały do ok. 800 żołnierzy. W tej sytuacji dowódca Kedywu postanowił przebijać się do Puszczy Kampinoskiej. Bez konsultacji z podpułkownikiem „Wachnowskim” (swoim formalnym zwierzchnikiem) poinformował KG AK o planie wymarszu i nie czekając na zgodę rozpoczął przygotowania do ewakuacji. Oddziały Kedywu zaczęły się koncentrować w obozie przy ul. Gęsiej, a przerzucona uprzednio na Stawki „Czata 49” przed północą wyruszyła z magazynów w kierunku Kampinosu (powierzono jej rolę szpicy). W międzyczasie na stanowisku dowodzenia „Radosława” pojawił się jednak podpułkownik „Wachnowski”, który z upoważnienia KG AK przekazał dowódcy Kedywu ustny rozkaz bezwzględnego pozostania na dotychczasowych stanowiskach. Przygotowania do wymarszu zostały wstrzymane. Oddziały „Radosława” zajęły teraz pozycje ograniczone od południa linią: cmentarz ewangelicki–ul. Mireckiego–ul. Dzielna. Batalion „Miotła” obsadzał fabrykę Pfeiffera z placówkami w Monopolu Tytoniowym i na „Gęsiówce”. 1 Kompania „Parasola” wspólnie z pododdziałami „Miotły” obsadzała zbieg ulic Okopowej i Mireckiego (w tym fabrykę „Telefunken”), a 3 Kompania – cmentarz ewangelicki. Batalion „Zośka” bronił „twierdzy” przy ul. Okopowej 55A, cmentarza żydowskiego oraz szkoły przy ul. Spokojnej 13. Oddział wydzielony kapitana Mieczysława Kurkowskiego ps. „Sawa” obsadził natomiast garbarnię Temlera, zamykając w ten sposób północny wylot ul. Okopowej. „Czata 49” pozostała na Stawkach.
9 sierpnia niemiecka artyleria i lotnictwo od rana ostrzeliwały polskie pozycje. Na cmentarzu ewangelickim miały miejsce liczne utarczki patroli. Ze względu na brak amunicji i twardą obronę Niemców nie powiódł się powstańczy atak na ewangelickie Domy Starców. Około godz. 16:00 niemiecka piechota wsparta przez czołgi i artylerię rozpoczęła z dwóch stron natarcie na cmentarz ewangelicki. Niemcy wdarli się na teren nekropolii, jednak żołnierze „Parasola” zatrzymali ich na krótko na linii kaplic Halpertów, Jungów i Wedlów. Walczono zażarcie o każdą alejkę i każdy grobowiec. Po trzech godzinach „Parasol” został wyparty z cmentarza. Patrole niemieckie zaczęły teraz przedostawać się na cmentarz żydowski, zagrażając bezpośrednio ulicom Spokojnej, Okopowej i Stawkom. Wykrwawiony „Parasol” został wycofany na Starówkę, gdzie trafił do odwodu Grupy „Północ”. Wprowadzona na jego miejsce „Zośka” zdołała do końca dnia wyprzeć Niemców z cmentarza ewangelickiego. W międzyczasie miały także miejsce utarczki w rejonie cmentarza żydowskiego i szkoły przy ul. Spokojnej. „Miotła” odparła atak Niemców z załogi Pawiaka. Odwrót „Parasola” – w połączeniu z wcześniejszym wycofaniem „Pięści” oraz przesunięciem „Czaty 49” na Stawki – spowodował, iż w rejonie cmentarzy pozostały już tylko jednostki Brygady „Broda 53” (w tym Batalion „Zośka”) oraz Batalion „Miotła”. Siły obrońców liczyły zaledwie ok. 600–700 żołnierzy. „Radosław” ponownie poprosił o zgodę na ewakuowanie swoich oddziałów do Kampinosu. W ramach przygotowań dowódca „Czaty 49”, major Tadeusz Runge ps. „Witold”, rankiem 9 sierpnia przeprowadził swój oddział na Stawki, gdzie kazał żołnierzom przygotować się do drogi, tj. zaopatrzyć się w tornistry, żywność i amunicję. 10 sierpnia przybył jednak na Stawki pułkownik „Wachnowski”, który kategorycznie zabronił wyjścia z Warszawy. Mimo sprzeciwu dowódcy grupy „Północ” KG AK pozwoliła jednak „Radosławowi” kontynuować walkę w rejonie ul. Okopowej. W nocy z 9 na 10 sierpnia przeprowadzono jeszcze jedną próbę unieruchomienia pociągu pancernego. Tym razem miano wysadzić tory kolejowe, ale Niemcy byli przygotowani i próba się nie powiodła.
10 sierpnia Niemcy przeprowadzili szereg rozpoznawczych ataków w rejonie ul. Okopowej. Rozpoczęte o godz. 5:00 niemieckie natarcie na odcinku południowym zepchnęło walczące tam oddziały „Zośki” i „Miotły” z pozycji na cmentarzu ewangelickim i ul. Mireckiego. W ręce niemieckie wpadł m.in. gmach fabryki „Telefunken”. Ciężkie straty poniósł walczący w rejonie boiska „Skry” Pluton „Włodek” z Batalionu „Zośka”. Poległ m.in. jego dowódca – podporucznik Jerzy Golnik ps. „Tyka”. Niemieckie natarcie zostało zatrzymane dopiero w okolicy narożnika ulic Okopowej i Dzielnej. Tereny getta przez cały dzień ostrzeliwane były z dział pociągu pancernego. Tego dnia niemieckie ataki objęły także okolice cmentarza katolickiego, co wskazywało, że nieprzyjaciel zaczyna po raz pierwszy zagrażać północnemu odcinkowi polskiej obrony. O godz. 6:30 Niemcy pędząc przed sobą grupę polskich zakładniczek zaatakowali garbarnię Temlera przy ul. Okopowej. Żołnierze AK otworzyli bramy fabryki, wpuszczając kobiety do środka, po czym zasypali wroga gwałtownym ogniem. Po dwugodzinnej walce Niemcy wycofali się. Po godzinie 8:00 rozpoczął się natomiast atak na szkołę przy ul. Spokojnej, której bronili żołnierze Plutonu „Felek” z Batalionu „Zośka”. Jednocześnie trzy czołgi niemieckie i jeden samochód pancerny próbowały wedrzeć się w ul. Okopową. Ataki zostały odparte przez żołnierzy „Zośki” i „Miotły”. Ogniem ostatniej zdobycznej „Pantery” zniszczono samochód pancerny i uszkodzono jeden z czołgów. Celny strzał powstańczego czołgu zniszczył także niemieckie stanowisko na wieży kościoła św. Karola Boromeusza. Wieczorem żołnierze „Zośki” odparli jeszcze niemiecki atak na cmentarz żydowski. Nocą kapitan Tomasz Wierzejski ps. „Zgoda” udanym wypadem rozpędził 30-osobową niemiecką placówkę przy ul. Burakowskiej (róg Piaskowej).
W dzienniku działań bojowych niemieckiej 9. Armii zapisano pod datą 10 sierpnia: „W Warszawie nasze grupy szturmowe posuwają się powoli. Powstańcy wzmacniają barykadami swoje punkty oporu. Grupa bojowa użyta z północnego zachodu zajęła cmentarze żydowski i katolicki [ewangelicko-augsburski]”. Grupa Bojowa „Reinefarth” otrzymała tymczasem kolejne posiłki, w tym 302 Dywizjon Pancerny, wyposażony m.in. w 50 samobieżnych min „Goliath”.

## Odwrót na Stare Miasto

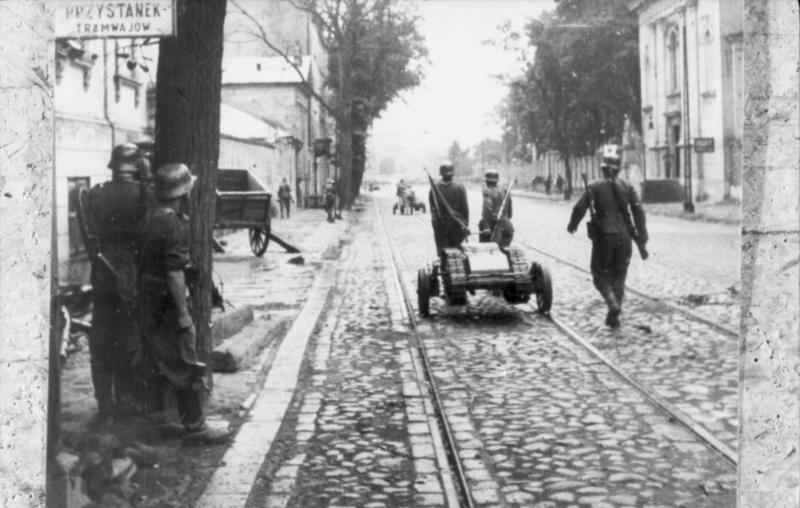
Niemieccy żołnierze ciągnący „Goliatha” ulicą Powązkowską

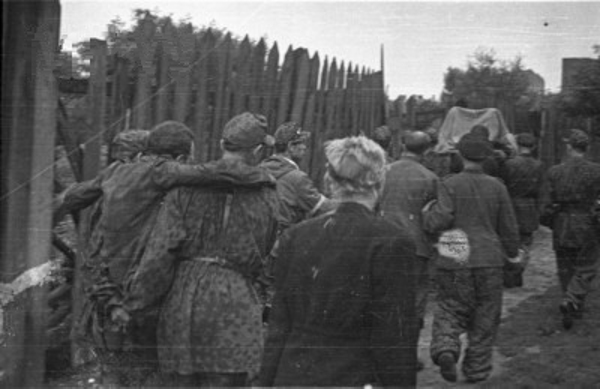
Ewakuacja rannych żołnierzy Batalionu „Pięść”. Okolice cmentarza ewangelickiego

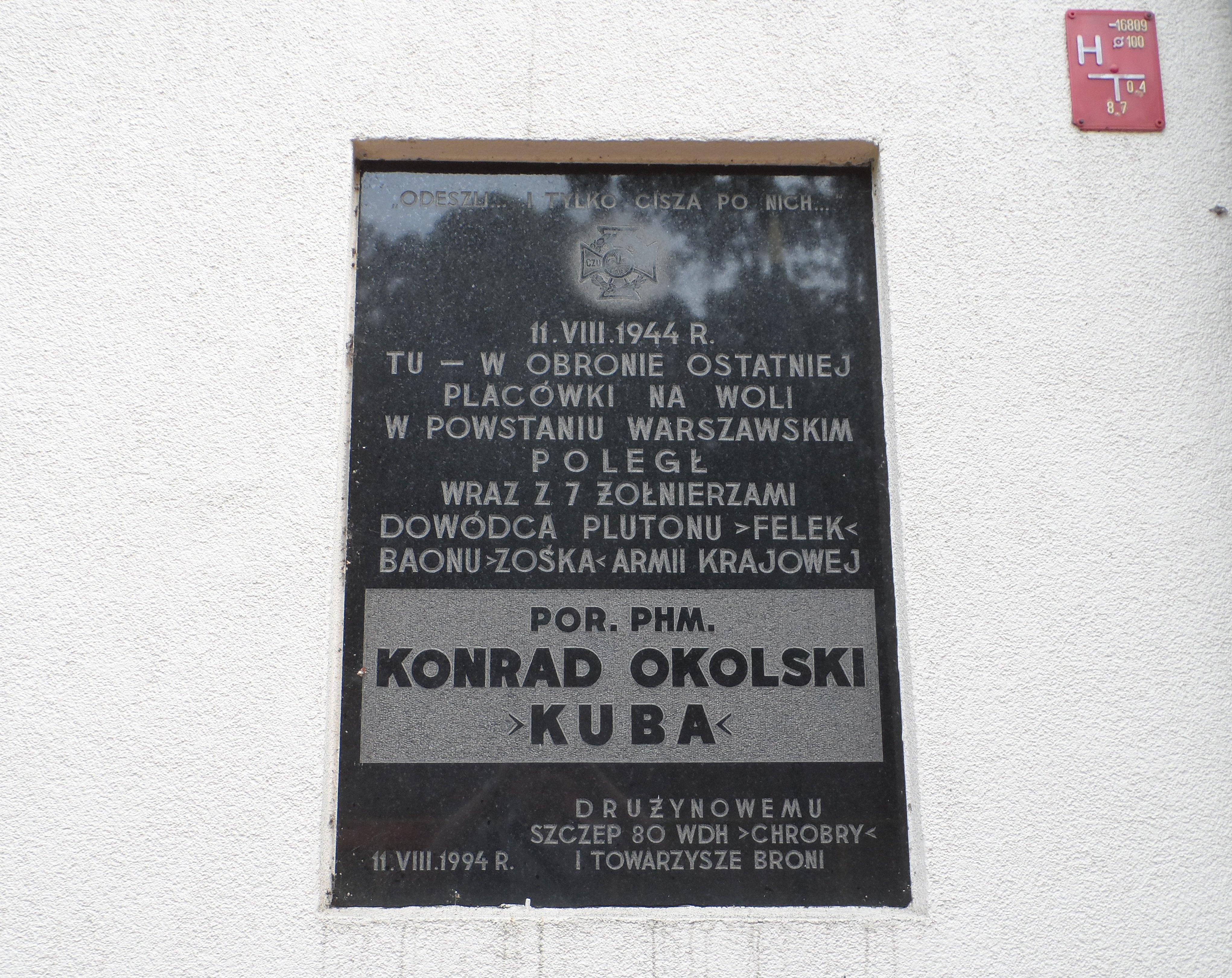
Tablica przy ul. Spokojnej 13, upamiętniająca pchor. Konrada Okolskiego ps. „Kuba”

Już 10 sierpnia w godzinach wieczornych Zgrupowanie „Radosław” przy użyciu zdobycznych samochodów rozpoczęło ewakuację rannych i jeńców na Stare Miasto. Odbywała się ona w trudnych warunkach – przez gruzy getta i pod ogniem niemieckich placówek. Główne siły Kedywu wciąż trwały jednak w rejonie ul. Okopowej. Tymczasem od świtu 11 sierpnia Niemcy silnie ostrzeliwali powstańcze pozycje. Ostrzał prowadzony był przez moździerze, granatniki i baterię pięciu dział (od strony Woli), a także przez artylerię pociągu pancernego. Już o godz. 4:00 kompania porucznika „Witolda” została zmuszona do opuszczenia barykady u zbiegu ulic Ostroroga i Młynarskiej. Z kolei o godz. 8:00 od strony ul. Młynarskiej i cmentarza katolickiego ruszyło potężne niemieckie natarcie, które objęło cały odcinek „Brody 53” – od ul. Gęsiej po ul. Spokojną. Niemcy po raz pierwszy użyli wówczas na tym odcinku „Goliathów” (jedną z samobieżnych min unieruchomił porucznik „Mały”). Po godzinnej walce na cmentarzu żydowskim nieprzyjaciel zbliżył się na odległość szturmową do polskich pozycji przy ul. Okopowej. Centralnym punktem obrony „Brody” stały się „twierdza” w szkole św. Kingi przy ul. Okopowej 55A oraz garbarnia Pfeiffera. Od strony Pawiaka zostały również zaatakowane polskie pozycje w obozie przy ul. Gęsiej. Największe zagrożenie powstało jednak na północnej flance „Radosława”. Batalion niemieckiego 608 Pułku Ochrony, wsparty przez działa szturmowe oraz ciągnięte przez piechotę działka przeciwpancerne, przeprowadził silne natarcie w kierunku placu Parysowskiego i Stawek (bronionych przez żołnierzy Batalionu „Czata 49” i pluton z Batalionu „Pięść”). Około godziny 9:00 Niemcy gwałtownym uderzeniem zdobyli magazyny i zepchnęli obrońców na ul. Muranowską. Jedynie oddział kapitana „Sawy” utrzymał swoje pozycje na ul. Dzikiej. Niemcy uderzyli także na pozycje Zgrupowania „Leśnik”, zdobywając gmach Urzędu Celnego (pozostałe placówki Polacy utrzymali). Oddziałom „Radosława” zagroziło odcięcie od Starego Miasta.
W tym krytycznym momencie dowódca Kedywu zorganizował i osobiście poprowadził kontratak na południowe skrzydło niemieckiego natarcia. Wziął w nim udział Batalion „Miotła” (ok. 300 żołnierzy) wsparty ostatnim czołgiem z plutonu „Wacka”. Polscy żołnierze wykonali błyskawiczny manewr ulicą Niską, po czym pokonawszy biegiem ruiny getta uderzyli na niemieckie pozycje na pl. Parysowskim i w magazynach na Stawkach. Od strony Muranowa uderzyli także żołnierze Zgrupowania „Leśnik” i Batalionu „Chrobry I”. Brawurowym przeciwuderzeniem żołnierze „Miotły” i „Chrobrego I” odbili magazyny na Stawkach i pl. Parysowski (ok. godziny 10:30), podczas gdy kompania kapitana „Wilnianina” (Jerzy Dominik) ze Zgrupowania „Leśnik” zepchnęła lewe skrzydło przeciwnika na północ od ul. Inflanckiej, w kierunku Dworca Gdańskiego (nie zdołano jednak odzyskać gmachu Urzędu Celnego). Powstańcy zdobyli wiele broni, w tym dwa działka przeciwpancerne i ciężki karabin maszynowy. Sukces został jednak drogo okupiony. Poległo blisko 60 żołnierzy „Miotły”, w tym dowódca batalionu, kapitan Franciszek Mazurkiewicz ps. „Niebora” (brat podpułkownika „Radosława”), porucznik Tadeusz Wiwatowski ps. „Olszyna” (dowódca „Kolegium A”) oraz czterech innych oficerów. Kolejnych 60 żołnierzy „Miotły” zostało rannych. Ciężką ranę odniósł sam „Radosław”. Utracono ostatnią powstańczą „Panterę”. Straty oddziału „Leśnika” wyniosły 60 zabitych i rannych (Piotr Stachiewicz szacował polskie straty na łącznie 115 zabitych i 140 rannych).
Major Wacław Janaszek ps. „Bolek”, który w zastępstwie rannego „Radosława” objął dowodzenie nad zgrupowaniem, musiał wycofać wykrwawioną „Miotłę” i rozlokować ją wzdłuż ul. Dzikiej. Odzyskane Stawki ponownie obsadził Batalion „Czata 49”. Tymczasem około godz. 14:00 wzmógł się niemiecki napór na polskie pozycje w rejonie ul. Okopowej. Resztki Plutonu „Alek” zostały wypchnięte z cmentarza żydowskiego jednak „Zośka” nadal utrzymywała „twierdzę” oraz szkołę przy ul. Spokojnej. Kontynuowanie walki nie miało jednak żadnego sensu, dlatego major „Bolek” zarządził odwrót na Stare Miasto. Do 16:00 zakończono ewakuację sprzętu, jeńców i rannych, po czym pod ostrzałem nieprzyjaciela główne siły Brygady „Broda 53” rozpoczęły odwrót z rejonu ul. Okopowej. Ewakuację osłaniał oddział kapitana „Sawy” wsparty ogniem z działa unieruchomionej „Pantery”. Do godziny 17:30 „Broda” zgrupowała się w szkole na Stawkach. „Czata 49” nadal obsadzała magazyny na Stawkach (utrzymując do godzin popołudniowych 12 sierpnia łączność z oddziałami Zgrupowania „Leśnik” przy ul. Inflanckiej), a wykrwawioną „Miotłę” wycofano na ul. Długą, gdzie przeszła do odwodu. Dowództwo Zgrupowania „Radosław” przeniosło się do zajezdni tramwajowej przy ul. Muranowskiej. Stawki miały stanowić odtąd wysunięty bastion obrony Starego Miasta.
Najbardziej dramatyczny przebieg miał odwrót Plutonu „Felek” z Batalionu „Zośka”. Przez cały dzień jego żołnierze zaciekle bronili szkoły przy ul. Spokojnej, gdzie z powodu silnego ostrzału wroga zbyt późno dotarł do nich rozkaz ewakuacji. W trakcie odwrotu przez ogrody na ul. Kolskiej poległ dowódca plutonu – podchorąży Konrad Okolski ps. „Kuba” – oraz kilkunastu żołnierzy. Z powodu silnego ostrzału nieprzyjaciela tylko ok. 15 powstańców zdołało dotrzeć przed godz. 16:00 na punkt zborny w „twierdzy” przy ul. Okopowej. Pięciu żołnierzy i trzy sanitariuszki, którymi przewodził Andrzej Samsonowicz ps. „Xiąże” dotarło tam dopiero po zakończeniu ewakuacji. Wobec silnego ostrzału wroga marsz przez ruiny getta był niemożliwy, więc żołnierze „Felka” ukryli się w śmieciarce na podwórzu „twierdzy”. Po licznych perypetiach i upływie blisko pięciu dni cała ósemka przedostała się do Kampinosu, gdzie dołączyła do tamtejszego zgrupowania AK. Następnie żołnierze „Felka” wraz z wydzielonym oddziałem leśnym przeszli na Żoliborz, po czym 24 sierpnia, po przeprawie kanałami, dołączyli do walczących na Starówce kolegów z „Zośki”.

## Bilans

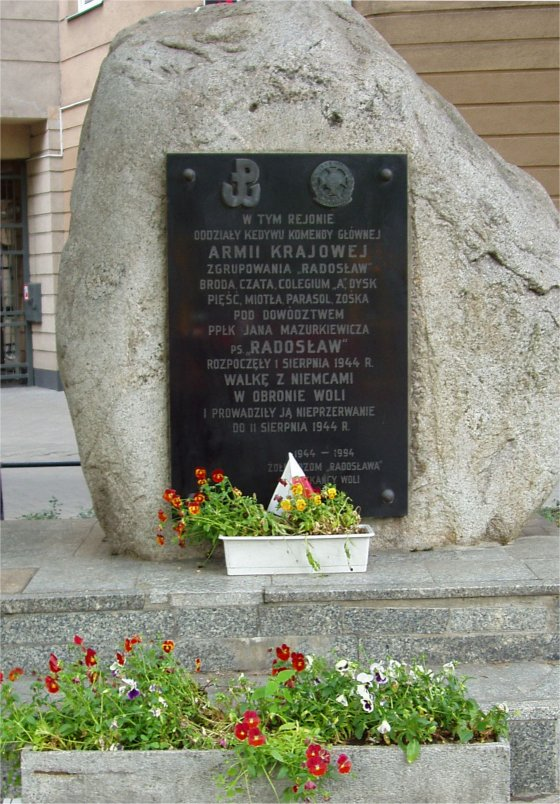
Głaz i tablica przy ul. Okopowej 33, upamiętniające udział Zgrupowania „Radosław” w obronie Woli

Uporczywie broniąc zespołu wolskich cmentarzy Kedyw na blisko sześć dni związał w tym rejonie główne siły niemieckiej Grupy Bojowej „Reinefarth”. Dzięki temu podpułkownik „Wachnowski” zyskał cenny czas, który pozwolił mu dokończyć organizację obrony Starego Miasta. Zostało to jednak okupione ogromnymi stratami. Zgrupowanie „Radosław” stopniało do ok. 600–700 żołnierzy, co stanowiło niespełna połowę jego pierwotnego stanu. Szczególnie bolesna była zwłaszcza utrata wielu doświadczonych oficerów i żołnierzy. Po zakończeniu bitwy o cmentarze tylko bataliony „Zośka”, „Parasol” i „Czata 49” były w stanie od razu wejść do akcji.
Część historyków kwestionowała sens długotrwałej obrony wolskich cmentarzy. Antoni Przygoński uważał, iż dowództwo AK postąpiłoby słuszniej, gdyby już w pierwszych dniach sierpnia skierowało główne siły Kedywu do obrony arterii wolskiej, gdzie znajdował się główny punkt ciężkości niemieckiego natarcia. W ten sposób udałoby się być może znacznie przedłużyć obronę Woli. Przygoński twierdził także, że już 7 sierpnia KG AK powinna była wycofać Zgrupowanie „Radosław” na Stare Miasto, gdyż walcząc we współpracy z pozostałymi oddziałami AK, na wygodniejszych do obrony pozycjach na Muranowie, mogłoby ono skuteczniej i tańszym kosztem osłonić organizację obrony Starego Miasta. Tymczasem prowadząc samotną walkę w częściowym okrążeniu elitarne zgrupowanie Kedywu zostało w znacznym stopniu wykrwawione, przez co zmarnowano szanse na przedłużenie – lub wręcz zakończenie sukcesem – obrony Starówki. Piotr Stachiewicz był zdania, iż długotrwała obrona cmentarzy wolskich spowodowała „niewspółmierne do efektów wykrwawienie” oddziałów „Radosława”, co więcej „nie umotywowane ogólnym planem taktycznym”. Autorzy wydanego na emigracji opracowania Polskie Siły Zbrojne w drugiej wojnie światowej również uznali, że dowódca Kedywu „przeciągnął walki w rejonie szkoły św. Kingi i fabryki Pfeiffera przy ul. Okopowej ponad potrzebę Starego Miasta jako całości”. 
Odwrotne stanowisko zajął natomiast Bartosz Nowożycki, który argumentuje, że „Wachnowski” – m.in. poprzez przekazanie batalionu „Parasol” do swojego odwodu – niepotrzebnie dopuścił do oddania znacznego terenu. Jego zdaniem na skutek utraty cmentarzy, spowodowanej m.in. przez brak kontaktu z Puszczą Kampinoską, upadek Starówki był tylko kwestią czasu. W ocenie Nowożyckiego skupienie dużej liczby żołnierzy AK oraz ludności cywilnej na niewielkim obszarze pogorszyło bowiem sytuację zaopatrzeniową tej dzielnicy. Co więcej, opuszczenie Woli przez Kedyw ułatwiło Niemcom odcięcie Starego Miasta, stronie polskiej uniemożliwiło natomiast manewry ofensywne.

## Upamiętnienie
Udział Zgrupowania „Radosław” w walkach prowadzonych w sierpniu 1944 na terenie Woli został upamiętniony dziewięcioma pamiątkowymi tablicami lub głazami:
- ul. Anielewicza 34 – tablica umieszczona na ścianie budynku upamiętnia uwolnienie 348 więźniów KL Warschau przez żołnierzy Batalionu „Zośka”;
- ul. Młynarska 54/58 – tablica na murze cmentarza ewangelicko-augsburskiego upamiętnia siedmiu żołnierzy z Plutonu „Alek” Kompanii „Rudy” Batalionu „Zośka” poległych na terenie cmentarza w dniu 8 sierpnia 1944;
- ul. Młynarska 54/58 – tablica na murze cmentarza ewangelicko-augsburskiego (przy bramie) upamiętnia żołnierzy Batalionu „Pięść” poległych w walkach o cmentarze wolskie;
- ul. Okopowa 33 (róg Mireckiego) – głaz i tablica upamiętniają miejsce, w którym żołnierze Zgrupowania „Radosław” rozpoczęli walki powstańcze na Woli;
- ul. Okopowa 55A – tablica umieszczona na ścianie gmachu Zespołu Szkół im. Michała Konarskiego upamiętnia żołnierzy Batalionu „Zośka”, a w szczególności ich udział w obronie Woli;
- ul. Ostroroga róg Tatarskiej – tablice umieszczone na murze Cmentarza Powązkowskiego upamiętniają żołnierzy Kompanii „Maciek” Batalionu „Zośka” poległych 8 sierpnia 1944 podczas nieudanego wypadu na niemiecki pociąg pancerny;
- ul. Spokojna 13 – tablica umieszczona na ścianie gmachu Zespołu Szkół Fototechnicznych upamiętnia pchor. Konrada Okolskiego ps. „Kuba” oraz siedmiu innych żołnierzy z Plutonu „Felek” Batalionu „Zośka” poległych w dniu 11 sierpnia 1944;
- ul. Wolska 40 – głaz upamiętniający obronę pałacyku Michla przez żołnierzy 1 Kompanii Batalionu „Parasol”;
- ul. Żytnia 42 – płyta nagrobna na terenie cmentarza ewangelicko-reformowanego upamiętnia 60 żołnierzy Batalionu „Parasol” poległych, zamordowanych i zaginionych w sierpniu 1944 podczas walk w obronie Woli.

## W kulturze
Zaciekłe i okupione ogromnymi stratami walki Kedywu w obronie cmentarzy wolskich znalazły odzwierciedlenie w utworach literackich i filmowych. Zostały przedstawione m.in. w książce Zośka i Parasol autorstwa Aleksandra Kamińskiego, a także w drugim tomie powieści Romana Bratnego Kolumbowie. Rocznik 20 oraz czwartym odcinku serialu nakręconego na jej podstawie. Walki w rejonie cmentarzy wolskich są również wspomniane w autobiograficznej powieści Melchiora Wańkowicza Ziele na kraterze.
Obrona cmentarzy wolskich została również zobrazowana w filmie Miasto 44 (reż. Jan Komasa).